# さいたま市
さいたま市（さいたまし）は、埼玉県の県央部に位置する市。埼玉県の県庁所在地であり、人口は約135.4万人と県内最多である。政令指定都市の一つ。また、財政力指数は政令市の中では3番目である。
2001年5月1日に旧県庁所在地である浦和市（当時の人口約48万人）と、大宮市（同約45万人）、与野市（同約8万人）が合併して誕生し、2005年4月1日には岩槻市（同約10万人）を編入した。政令指定都市のうち、第二次世界大戦後に合併によって誕生した基礎自治体は当市と福岡県北九州市、静岡県静岡市のみ。
都市雇用圏における東京都市圏の中心都市の一つであり、10区の行政区を持つ。県内唯一の人口百万人都市でもあり、日本の市で9番目の人口を有しており、21県の総人口を上回っている。

## 概要

### 位置
さいたま市は関東地方の中央部に位置し、札幌市、京都市、相模原市と並び、内陸部にあり海に面していない政令指定都市である。また、政令指定都市のうち唯一、内陸県に所在している。
埼玉県内においては南部東寄りに位置するが、県内で用いられる地域区分では「中央地域」に区分されることが多い。また、日本の事実上の首都である東京の都心部からは、北西に約25キロメートルの距離にあり、神奈川県横浜市や千葉市と比較しても、県庁所在都市としては東京に最も近い。
その市域は広袤が東西19.6 kmおよび南北19.3 kmである。面積は217.43 km2であり、日本の政令指定都市としては神奈川県川崎市と大阪府堺市に次いで3番目に狭い。しかし、埼玉県内の市町村としては秩父市に次いで2番目に広く、隣接市町村数（他都道府県の自治体を含む）も12市と秩父市（15市町村）に次いで2番目に多い。
日本の政令指定都市、都道府県庁所在地では初のひらがな表記の市であり、2023年時点でも唯一の例である。このため、日本の都道府県庁所在地では文字数が最多（4文字）である。また、ひらがな表記の市では人口が最多の市である。

### 土地利用

さいたま市周辺における人口集中地区 (DID) の推移（1960年 - 2010年）。1960年には既に浦和・大宮・与野3市のDIDは一体化しており、他市町のDIDと接続したのはその後のことである。岩槻区のDIDは春日部市のDIDと連続するが、市内他区のDIDとは連続しない。

政治・行政の中心は浦和区（浦和駅周辺）、経済・商業・交通の中心は大宮区（大宮駅周辺）である。東京都心からおおむね20km - 35km圏に位置するさいたま市は、東京大都市圏における衛星都市・ベッドタウンとしての性質の強い都市であり、東京23区に通勤通学する「埼玉都民」の割合が多い。その一方で、1988年に旧浦和市・旧大宮市が業務核都市に指定され、2000年にさいたま新都心が街開きをして各中央官庁の地方支分部局が東京より移転してくるなど、業務機能の集積も進んでいる。
東京の北郊に位置するさいたま市は、広域的に見れば、より東京に近い市南部のほうが、市北部に比べて人口密度が高い傾向にある。これに加えて、東京都心部に直結するJR東日本沿線（京浜東北線、宇都宮線、高崎線、埼京線）に人口が集中する傾向があり、両方の条件が重なる南区から浦和区、中央区にかけては、20,000人/ km2以上という高い人口密度の地域が連なっている。
行政・商業・業務などの都市機能の集積は、浦和駅、大宮駅、さいたま新都心駅といった主要駅周辺において顕著であり、これらが旧浦和市・旧大宮市時代からの中心市街地を形成している（旧与野市の中心は与野本町駅）。旧大宮市域は鉄道の町・商都として発展し、特に大宮駅は東北新幹線・上越新幹線・北陸新幹線の定期列車全てが停車し、首都圏屈指の繁華街・ターミナル駅となっている（「大宮地区」も参照）。一方、旧浦和市域は県政・市政といった政治・行政の中心地となっており、浦和駅前も伊勢丹浦和店や浦和パルコなどが位置する繁華街である。また旧浦和市域は埼玉大学や埼玉県立浦和高等学校などの進学校がある文教地区であり、高級住宅街としても知られる（「浦和地区」も参照）。他にも、東武野田線（東武アーバンパークライン）の岩槻駅周辺にも、旧岩槻市の中心市街地が形成されている。旧与野市を継承した中央区は、さいたま新都心エリアに都市の拠点機能を有する一方、元来の旧与野市域では住宅地が多く占めており、浦和地区や大宮地区の間を繋ぐ街並みとなっている。
現さいたま市域の大部分は江戸時代まで農地が広がっていたが、1923年の関東大震災や1940年代前半の太平洋戦争などを契機として、東京などからの大規模な人口流入が生じ、本格的に宅地化が進むようになった。このような宅地化は、まず中心市街地に近い台地上の鉄道駅付近、すなわち浦和駅から大宮駅にかけての宇都宮線・京浜東北線沿線で先行した。浦和市・大宮市・与野市の各中心部は、このような地域において互いに近接していたことから、市街地の一体化（コナベーション）は早期に進行した。国勢調査において初めて人口集中地区 (DID) が定義された1960年の時点で、この3市の人口集中地区は既に連続していた。一方、1960年時点では、蕨市、川口市、上尾市といった他市町村の人口集中地区とは連続していなかった。
その後、首都圏への大規模な人口流入と郊外化の影響はさらに強まり、現さいたま市域の都市化は急速に進んだ（「東京一極集中」も参照）。鉄道路線の沿線においては、さいたま市の人口集中地区と他市や東京の人口集中地区とが連続するようになっただけでなく、低地や鉄道駅から離れた場所にも宅地が及ぶようになり、岩槻駅周辺の市街地も拡大した。2020年時点で、10区のうち北区、大宮区、中央区、浦和区、南区の5区では、区のほぼ全域が人口集中地区に組み込まれている。
しかしながら、現在もなお、鉄道駅から離れた場所には比較的大規模な農地が存在するほか、住宅地の中にも小規模な農地が点在している。また明治時代の度重なる洪水を契機とした治水対策として広大な河川敷が設けられている荒川周辺（西区・桜区）や、農地として保全された見沼田んぼ周辺（北区・大宮区・見沼区・浦和区・緑区）では、開発が厳しく制限されており、人口がほとんどいない地域も存在している。岩槻区と他区（見沼区・緑区）との境界付近を流れる綾瀬川の両岸にも農地が多く、ここで市街地が途切れている。その結果、さいたま市の人口集中地区は、岩槻区以外の9区においてはほぼ一体化しているのに対し、岩槻区の人口集中地区と他区の人口集中地区は連続していない。岩槻区の人口集中地区は、東側に位置する春日部市の人口集中地区に接している。
市内の住宅地の公示地価は、2位（大宮区）を除き、上位1位から5位の地点は浦和区に所在している。また、商業地の公示地価では、上位1位から3位が大宮区の地点、4位と5位が浦和区の地点である（2023年）。

### 行政区

さいたま市の区。

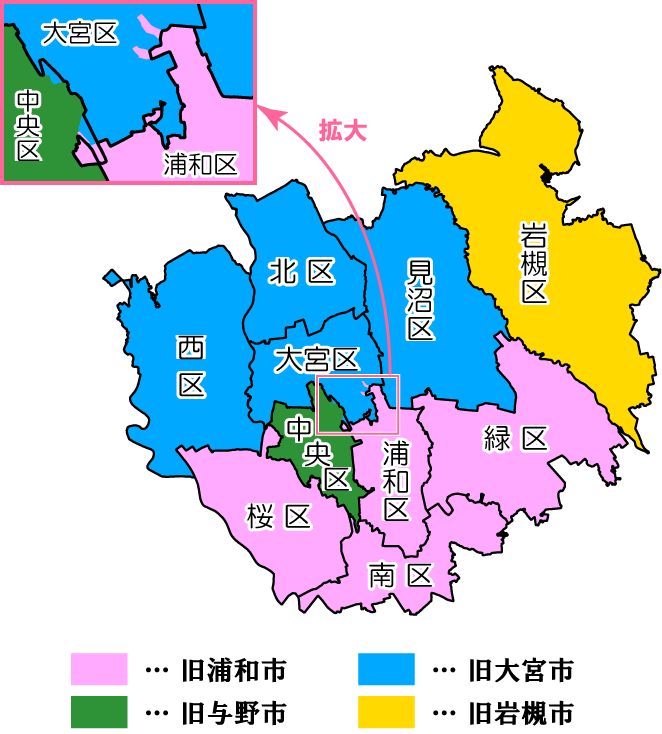
合併前の旧4市域と現さいたま市の区域との比較。

政令指定都市であるさいたま市には、10の行政区が設置されている。概ね、市町村合併前の旧浦和市域に桜区・浦和区・南区・緑区の4区が、旧大宮市域に西区・北区・大宮区・見沼区の4区が、旧与野市域に中央区が、旧岩槻市域に岩槻区がある。ただし、わずかに旧浦和市域や旧大宮市域で中央区に属している地区や、旧浦和市域で大宮区に属している地区もある。
10区のうち、岩槻区を除く9区は、2003年（平成15年）4月1日の政令指定都市への移行 に伴って設置された。この9区の区域は、浦和・大宮・与野の旧3市の合併協議において盛り込まれた「旧浦和市域・大宮市域はそれぞれ4つの行政区に区分することが適当」「旧与野市域は（当時の）市域を基本として1つの行政区に区分することが適当」などの合意事項がさいたま市に引き継がれるかたちで設定されたものである。一方で、岩槻区は、2005年に旧岩槻市がさいたま市に編入される際に、旧市域がそのまま岩槻区に移行する形で設定された。
さいたま市の10行政区には、それぞれ「区の色」および「区の花」が制定されている。
| コード  | 区名   | 設置日       | 位置          | 人口      | 面積      | 人口密度      | 区の色       | 区の花       |
| ------- | ------ | ------------ | ------------- | --------- | --------- | ------------- | ------------ | ------------ |
| 11101-5 | 西区   | 2003年4月1日 | 旧大宮市 西部 | 96,212人  | 29.12 km2 | 3,304人/ km2  | ■ あお       | アジサイ     |
| 11102-3 | 北区   | 2003年4月1日 | 旧大宮市 北部 | 151,981人 | 16.86 km2 | 9,014人/ km2  | ■ ふかみどり | 菜の花       |
| 11103-1 | 大宮区 | 2003年4月1日 | 旧大宮市 南部 | 126,255人 | 12.80 km2 | 9,864人/ km2  | ■ オレンジ   | さくら       |
| 11104-0 | 見沼区 | 2003年4月1日 | 旧大宮市 東部 | 166,811人 | 30.69 km2 | 5,435人/ km2  | ■ そらいろ   | クマガイソウ |
| 11105-8 | 中央区 | 2003年4月1日 | 旧与野市      | 104,214人 | 8.39 km2  | 12,421人/ km2 | ■ バラ色     | バラ         |
| 11106-6 | 桜区   | 2003年4月1日 | 旧浦和市 西部 | 99,261人  | 18.64 km2 | 5,325人/ km2  | ■ さくら色   | サクラソウ   |
| 11107-4 | 浦和区 | 2003年4月1日 | 旧浦和市 北部 | 168,901人 | 11.51 km2 | 14,674人/ km2 | ■ あか       | ニチニチソウ |
| 11108-2 | 南区   | 2003年4月1日 | 旧浦和市 南部 | 195,544人 | 13.82 km2 | 14,149人/ km2 | ■ レモン色   | ヒマワリ     |
| 11109-1 | 緑区   | 2003年4月1日 | 旧浦和市 東部 | 134,836人 | 26.44 km2 | 5,100人/ km2  | ■ みどり     | サクラ       |
| 11110-4 | 岩槻区 | 2005年4月1日 | 旧岩槻市      | 110,808人 | 49.17 km2 | 2,254人/ km2  | ■ やまぶき色 | やまぶき     |

## 地理

### 地形
関東平野の中央部に位置し、市内には山地・丘陵といえる場所は存在せず、比較的平坦で全域が台地および低地からなる。全域にわたって標高が低く、最も低い地点で海抜1.1 m（桜区大字下大久保）、最も高い地点でも海抜20.5 m（岩槻区大字表慈恩寺）である。このため、自転車が利用しやすく、自転車保有率が主な大都市の中で1位となる 83.5%と非常に高いまちとなっている。市の西境あるいはその近くに荒川、東寄りに元荒川が、それぞれ北西から南東に流れており、これらの河川に近い市の西側、南側、東側の3方を低地で囲まれる。一方、市の北西側から南東に向かって、主に関東ローム層によって形成された大宮台地が延びており、市の中央部を貫いている。この台地の中にも鴻沼川、芝川、綾瀬川などの中小河川が流れている。このような中小河川に沿って谷底平野や沖積平野などの低地が形成されているため、台地はいくつかの「支台」に区切られている。これらの低地には見沼や鴻沼などがあったが、江戸時代に干拓された。
- 一級河川：荒川、びん沼川（旧荒川）、芝川、鴨川、綾瀬川、鴻沼川、伝右川、笹目川、元荒川、藤右衛門川など。その他の河川は各区の記事も参照のこと。
- 湖沼: 彩湖、別所沼、白幡沼、深作沼、桜木調節池、鴻沼（消滅）、見沼（消滅）

### 気候
さいたま市の気候は、ケッペンの気候区分に基づけば温暖湿潤気候 (Cfa) に属するが、本州の太平洋側に一般的にみられるように夏季に比べて冬季の降水量が少ない。
夏季は猛暑日が多く、ときには38℃を超えることもある。近年、特に2020年以降は暑い街として知られる熊谷市並みに気温が高くなることも珍しくない。
冬季の降水量の少なさと最低気温の低さは、東京都（大手町）や横浜市、千葉市といった近隣の沿岸部の諸都市と比べ、より顕著である。1月の平均最低気温は-1.1℃であり、さいたま市より北にある群馬県前橋市 (-0.5℃) よりも低い。最低気温自体もかなり低く、2018年1月26日には観測史上最低の-9.8℃を記録した。ただし、観測点のさいたまアメダス（桜区大字宿）は、市中心部から少し離れた田園地帯に位置するため、ヒートアイランドの影響を受ける浦和や与野、大宮などの市街地に比べてかなり低い気温が出やすい。
さいたまアメダスにおける平年値（1991年 - 2020年の観測結果による）は、年平均気温は15.2 ℃、年間平均降水量は1371.3 mmである。
南方近隣の川口市と戸田市、蕨市では基本的に当市ほど顕著な気温になることはないが、北西隣の川越市や上尾市などでは一層高温となりやすい。
| さいたま市（さいたま地域気象観測所）の気候              | さいたま市（さいたま地域気象観測所）の気候 | さいたま市（さいたま地域気象観測所）の気候 | さいたま市（さいたま地域気象観測所）の気候 | さいたま市（さいたま地域気象観測所）の気候 | さいたま市（さいたま地域気象観測所）の気候 | さいたま市（さいたま地域気象観測所）の気候 | さいたま市（さいたま地域気象観測所）の気候 | さいたま市（さいたま地域気象観測所）の気候 | さいたま市（さいたま地域気象観測所）の気候 | さいたま市（さいたま地域気象観測所）の気候 | さいたま市（さいたま地域気象観測所）の気候 | さいたま市（さいたま地域気象観測所）の気候 | さいたま市（さいたま地域気象観測所）の気候 |
| 月                                                      | 1月                                        | 2月                                        | 3月                                        | 4月                                        | 5月                                        | 6月                                        | 7月                                        | 8月                                        | 9月                                        | 10月                                       | 11月                                       | 12月                                       | 年                                         |
| ------------------------------------------------------- | ------------------------------------------ | ------------------------------------------ | ------------------------------------------ | ------------------------------------------ | ------------------------------------------ | ------------------------------------------ | ------------------------------------------ | ------------------------------------------ | ------------------------------------------ | ------------------------------------------ | ------------------------------------------ | ------------------------------------------ | ------------------------------------------ |
| 最高気温記録 °C （°F）                                  | 18.7 (65.7)                                | 25.5 (77.9)                                | 26.9 (80.4)                                | 31.2 (88.2)                                | 34.2 (93.6)                                | 38.0 (100.4)                               | 39.3 (102.7)                               | 38.7 (101.7)                               | 37.4 (99.3)                                | 33.1 (91.6)                                | 26.1 (79)                                  | 25.1 (77.2)                                | 39.3 (102.7)                               |
| 平均最高気温 °C （°F）                                  | 9.4 (48.9)                                 | 10.3 (50.5)                                | 13.7 (56.7)                                | 19.2 (66.6)                                | 23.8 (74.8)                                | 26.5 (79.7)                                | 30.5 (86.9)                                | 31.8 (89.2)                                | 27.7 (81.9)                                | 21.9 (71.4)                                | 16.5 (61.7)                                | 11.7 (53.1)                                | 20.3 (68.5)                                |
| 日平均気温 °C （°F）                                    | 3.9 (39)                                   | 4.9 (40.8)                                 | 8.4 (47.1)                                 | 13.7 (56.7)                                | 18.6 (65.5)                                | 22.0 (71.6)                                | 25.9 (78.6)                                | 27.0 (80.6)                                | 23.2 (73.8)                                | 17.5 (63.5)                                | 11.4 (52.5)                                | 6.2 (43.2)                                 | 15.2 (59.4)                                |
| 平均最低気温 °C （°F）                                  | −1.1 (30)                                  | −0.2 (31.6)                                | 3.3 (37.9)                                 | 8.4 (47.1)                                 | 13.9 (57)                                  | 18.3 (64.9)                                | 22.2 (72)                                  | 23.2 (73.8)                                | 19.5 (67.1)                                | 13.5 (56.3)                                | 6.8 (44.2)                                 | 1.2 (34.2)                                 | 10.8 (51.4)                                |
| 最低気温記録 °C （°F）                                  | −9.8 (14.4)                                | −8.8 (16.2)                                | −5.0 (23)                                  | −2.0 (28.4)                                | 4.8 (40.6)                                 | 11.5 (52.7)                                | 14.7 (58.5)                                | 16.3 (61.3)                                | 9.5 (49.1)                                 | 3.6 (38.5)                                 | −2.4 (27.7)                                | −6.7 (19.9)                                | −9.8 (14.4)                                |
| 降水量 mm （inch）                                      | 42.4 (1.669)                               | 39.6 (1.559)                               | 88.0 (3.465)                               | 101.9 (4.012)                              | 121.4 (4.78)                               | 144.8 (5.701)                              | 148.0 (5.827)                              | 164.0 (6.457)                              | 202.8 (7.984)                              | 196.8 (7.748)                              | 70.9 (2.791)                               | 45.2 (1.78)                                | 1,371.3 (53.988)                           |
| 平均降水日数 （≥1.0 mm）                                | 3.8                                        | 4.6                                        | 8.7                                        | 9.0                                        | 10.0                                       | 11.6                                       | 11.8                                       | 8.8                                        | 10.8                                       | 10.0                                       | 6.7                                        | 4.4                                        | 100.8                                      |
| 平均月間日照時間                                        | 201.4                                      | 186.4                                      | 186.6                                      | 187.1                                      | 185.3                                      | 128.4                                      | 152.5                                      | 181.9                                      | 135.6                                      | 135.1                                      | 156.6                                      | 181.1                                      | 2,018                                      |
| 出典：気象庁 (平均値：1991年-2020年、極値：1977年-現在) |                                            |                                            |                                            |                                            |                                            |                                            |                                            |                                            |                                            |                                            |                                            |                                            |                                            |

## 人口
日本において第1回国勢調査が行われた1920年（大正9年）以来、現さいたま市域の人口は、ほぼ一貫して増加してきた。1920年当時の人口が約12.3万人であったのに対して、2015年国勢調査ではその10倍以上の約126.4万人にのぼり、2020年（令和2年）国勢調査さいたま市の人口は 132万4,591人と更に増えている。特に日本の高度経済成長期における人口急増が著しく、1960年国勢調査では約42.0万人であった現さいたま市域の人口は、1975年国勢調査では約81.4万人となり、この15年間で2倍近くに増加した。旧4市域の合併直前と現在の人口は、浦和市が約49万人（現・約58万人）、大宮市が約46万人（現・約52万人）、与野市が約8万人（現・約10万人）、岩槻市が約11万人（現・約11万人）である。
近年では、日本全体の状況と同様、人口の高齢化による死亡数の増加がみられる。死亡数の増加により、さいたま市の人口の自然増（出生数から死亡数を差し引いた数）は急速に減少しており、2017年にはほぼ0となった。現在のさいたま市の人口の緩やかな増加は、ほとんどが社会増（転入数から転出数を差し引いた数）によるものである。人口の転入超過は、20歳代・30歳代によるものが多く、2017年には、転入超過数8,234人のうち20歳代・30歳代が5,396人を占めた。
国立社会保障・人口問題研究所の『日本の地域別将来推計人口（令和5（2023）年推計）』 によれば、さいたま市の人口は2030年の136.3万人でピークを迎え、その後減少に転じると予測されている。ただし、さいたま市より神戸市と京都市のほうが減少ペースが速く、さいたま市の日本国内における人口順位は、2040年には両市を上回って第8位（東京都区部を除けば第7位）になると予測されている。
| |                                            |  |
| さいたま市と全国の年齢別人口分布（2005年） | さいたま市の年齢・男女別人口分布（2005年） |  |
| ■紫色 ― さいたま市 ■緑色 ― 日本全国 | ■青色 ― 男性 ■赤色 ― 女性                  |  |
| さいたま市（に相当する地域）の人口の推移 \| 1970年（昭和45年） \| 657,425人 \| \| \| 1975年（昭和50年） \| 813,712人 \| \| \| 1980年（昭和55年） \| 879,291人 \| \| \| 1985年（昭和60年） \| 922,757人 \| \| \| 1990年（平成2年） \| 1,007,569人 \| \| \| 1995年（平成7年） \| 1,078,545人 \| \| \| 2000年（平成12年） \| 1,133,300人 \| \| \| 2005年（平成17年） \| 1,176,314人 \| \| \| 2010年（平成22年） \| 1,222,910人 \| \| \| 2015年（平成27年） \| 1,263,979人 \| \| \| 2020年（令和2年） \| 1,324,025人 \| \| |                                            |  |
| 総務省統計局 国勢調査より |                                            |  |
| 1970年（昭和45年） | 657,425人                                  |  |
| 1975年（昭和50年） | 813,712人                                  |  |
| 1980年（昭和55年） | 879,291人                                  |  |
| 1985年（昭和60年） | 922,757人                                  |  |
| 1990年（平成2年） | 1,007,569人                                |  |
| 1995年（平成7年） | 1,078,545人                                |  |
| 2000年（平成12年） | 1,133,300人                                |  |
| 2005年（平成17年） | 1,176,314人                                |  |
| 2010年（平成22年） | 1,222,910人                                |  |
| 2015年（平成27年） | 1,263,979人                                |  |
| 2020年（令和2年） | 1,324,025人                                |  |

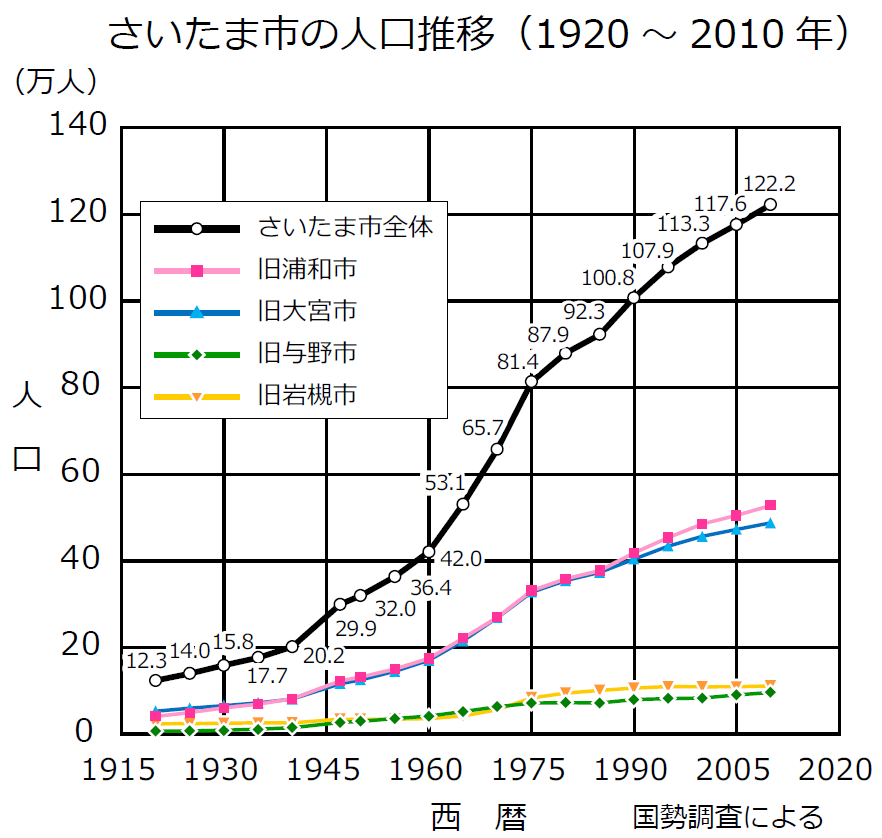
現さいたま市域における人口の推移（1920年 - 2010年、国勢調査による）。

人口が多い区は南区（19.21万人）、浦和区（16.52万人）、見沼区（16.48万人）、人口密度が高い区は、浦和区（14,674人/ km2）、南区（14,149人/ km2）、中央区（12,421人/ km2）となっている。
2020年国勢調査によると、昼夜間人口比率は92.9であり、県庁所在地かつ政令指定都市でありながら、100を下回っている。区別では、大宮区136.9、岩槻区102.3、中央区100.4は100を上回る。市内に常住する通勤・通学者約74万6000人の23.6%にあたる約17万6000人が東京都区部に通勤・通学しており（2020年）、いわゆる埼玉都民が多い。その一方で、埼玉県内の他の市町村からさいたま市への通勤・通学者も約16万2000人にのぼり（さいたま市から埼玉県内の他の市町村への通勤・通学者は約10万4000人）、昼夜間人口比率も1990年の89.8%から次第に上昇をみせるなど、さいたま市は周辺の地域から通勤・通学者を集める郊外核としての性質もあわせ持つ。

## 地区

### 旧4市域の特徴
さいたま市は、人口40万人以上（2001年当時）の複数の市同士が合併した、2020年時点において日本で唯一の例である。
当初に合併した浦和・大宮・与野の旧3市の市街地は地理的に連続しているが、旧岩槻市は3市の市街地とは連続しない。旧4市のうち、旧浦和市と旧大宮市は、東西方向に細長い市域と2023年時点で50万人台の人口を有すること、中央部に中山道の宿場町（浦和宿・大宮宿）を起源とする中心市街地があり、東西に住宅地や農地が多いという土地利用構成となっていること、Jリーグに所属するプロサッカークラブがあることなどの共通点がある。

#### 旧「浦和市」域（桜区・浦和区・南区・緑区）
古くは調神社や玉蔵院の門前町であったが、現在の街は旧中山道の浦和宿が設けられたことに端を発する。県庁、市役所をはじめ地裁や県警など、県や市の行政機関の集積とともに、県指定金融機関である埼玉りそな銀行の本店や各種政党の支部、各種メディアの支局など県都としての機能が集積し、浦和・大宮・与野の旧3市が速やかに合併協議に入ることを促した合併促進決議やさいたま市発足時の都市計画マスタープランで「行政の中心」として位置付けられている。また、明治時代に旧制浦和中学（現・県立浦和高校）と浦和高等女学校（現・県立浦和第一女子高校）、大正時代に旧制浦和高校（現・埼玉大学）が設置され、文教都市として知られるゆえんとなった。関東大震災以降、東京などからの移住者で人口が急増し、別所沼周辺に画家が移住したことから「鎌倉文士に浦和画家」という言葉が生まれ画家の街として知られる。明治期に埼玉師範学校（現・埼玉大学）でサッカーの指導が始められると、隣接していた旧制浦和中学と共に「埼玉サッカー発祥の地」とされ、サッカーが盛んな地域として全国的に名を馳せ、1993年のJリーグ発足時には浦和レッズが浦和市をホームタウンとして活動して現在に至っている。市域で最も東京都心に近く、通勤電車の本数も多いことから、1995年には川口市を抜き県内最大の人口を擁する都市となり、2021年時点でもさいたま市を構成する旧4市で最大の人口を擁する。浦和市時代から世帯所得は全国的にみても高く、浦和駅西側の台地上（岸町・常盤・高砂・神明・別所など）は高級住宅街としても知られる。
なお、旧「浦和市」域だった大原6丁目と7丁目は大宮区となっている。

#### 旧「大宮市」域（西区・北区・大宮区・見沼区）
かつて見沼の水神をまつったとも云われる、武蔵国一宮氷川神社（大宮氷川神社）の鳥居前町であり、氷川神社一帯が日本さくら名所100選にも選ばれている大宮公園となる。約2㎞に及ぶ氷川参道とともに市民の憩いの場となっている。現在の街は、1591年（天正19年）に浦和宿と上尾宿の間にあった馬継場に宿駅が設けられたことに起源を発する。日本鉄道による路線開通時において鉄道駅の設置はなかったため、熱心な駅誘致活動により1885年（明治18年）3月に駅が開設された。
1940年（昭和15年）に大宮町・三橋村・日進村・宮原村・大砂土村が合併し、大宮市が誕生。埼玉県内では浦和市に次ぐ5番目の市制施行であった。戦後に市街地が拡大、合併前の人口は県内で浦和・川口に次ぐ3位に成長した。日本鉄道大宮工場（現・JR東日本大宮総合車両センター）や大宮操車場などの鉄道施設を誘致し「鉄道の町」として知られるようになった。現在の大宮駅は、6つの新幹線を含む合計16路線の旅客営業列車すべてが停車し、1日平均乗降者数約70万人のターミナル駅へ成長した。合併後の2007年（平成19年）10月14日には大成町に鉄道博物館が開館した。大宮駅周辺一帯には商業施設やオフィス街が集積、戦後地銀の一つである武蔵野銀行の本店をはじめ、多くの企業や金融機関などの本社・支店・営業所が存在し、先述の合併促進決議などで「経済の中心」として位置付けられている。また日本初のサッカー専用スタジアムであるNACK5スタジアム大宮（大宮公園内に所在）を本拠地とし、J2リーグが発足した1999年にJリーグに加盟した大宮アルディージャが大宮市をホームタウンとして活動し現在に至っている。他のプロスポーツでは埼玉西武ライオンズが県営大宮球場（大宮公園内に所在）を準本拠地としている。北部（現・北区）には、吉野原工業団地・陸軍工廠を前身とする大宮駐屯地および大宮盆栽村が、東西部（現・西区、見沼区）には見沼田んぼや荒川低地に田園が広がり、さいたま市を構成する旧4市の中で面積は最大であった。

#### 旧「与野市」域（中央区）
旧浦和市と旧大宮市の間に挟まれた位置にあり、他の3市に比べて面積が小さく、ほぼ全域にわたって市街化されている。1958年（昭和33年）に市制施行。市域の狭さや市内のほぼ全域が鉄道駅至近に位置することもあり、市全域が人口集中地区に含まれ、人口密度は合併前の旧4市の中で最も高い。また、さいたまスーパーアリーナと彩の国さいたま芸術劇場を擁するため、先述の合併促進決議などで「情報発信の中心」として位置付けられている。合併直前に整備されたさいたま新都心のうち、東北本線西側の主要な地域は旧3市の市域にまたがっていたが、政令指定都市移行時に、地域の大半を占めていた旧与野市である中央区に旧浦和市部分・旧大宮市部分を編入して「新都心」という町名を新設した。

#### 旧「岩槻市」域（岩槻区）
南北方向に細長い市域に岩槻城の城下町を起源とする中心市街地があり、南北に住宅地や農地が多いという市街配置・土地利用構成となっていること、江戸時代には大部分が岩槻藩領であったこと（他の3市は主に幕府領など）、1954年（昭和29年）の市制施行前の所属郡が南埼玉郡であったこと（他の3市は北足立郡）などの歴史的経緯において、他の旧3市とは異なった特徴を有する。伝統工芸品である岩槻人形の産地で、人形店が集積し、「人形のまち」として全国的に知られるようになった。合併後の2020年2月22日には岩槻人形博物館も開館した。
一方で、近代以降の歴史を振り返ると、1889年（明治22年）の市制町村制施行当時の旧4市の中心自治体は、全て「町」であった。浦和町は、浦和宿単独による町制施行で設置されて以降、常に周辺の村々を編入（吸収）合併したものの、1934年の市制施行は周辺の村々を合併せず、単独で市制を施行している。一方、大宮町は、大宮宿と周辺の4村による新設（合体）合併によって町制を施行し、1940年の市制施行も大宮町と周辺の4村との新設合併によって大宮市を設置している。また与野町は、旧与野町と周辺の9村との新設合併によって町制を施行し、1958年の市制施行は単独で市制を施行している。岩槻町は、旧岩槻町と隣接する1村との新設合併によって町制を施行し、1954年に市制施行を前提とする岩槻町と周辺の6村との新設合併によって新しい岩槻町を設置した後、同年に単独で市制を施行している。
浦和にとって、これまで経験した自治体合併は全て浦和への編入合併であったため、さいたま市設置が初めての新設合併であった。これに対して、大宮・岩槻は2度、与野も1度新設合併を経験し、その度に「大宮」「与野」「岩槻」の名を後継の新設自治体に引き継がせてきた経緯がある。

### 市域にかつて存在した市町村
- 浦和市
  - 浦和町
  - 谷田村

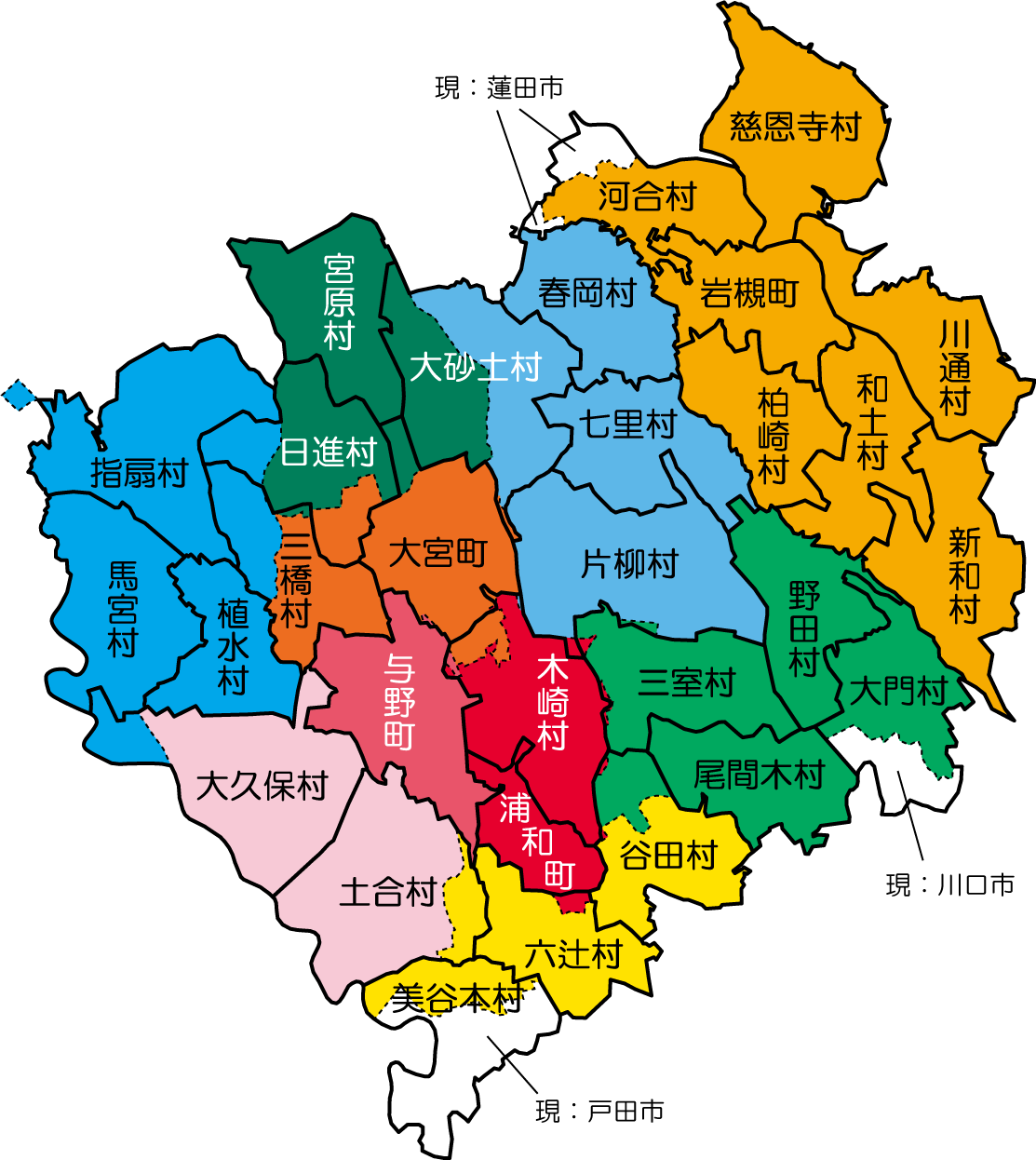
現さいたま市域の昭和初期における町村

  - 木崎村 - （大字北袋は大宮町に、その他の地域は浦和町に分割編入）
  - 尾間木村
  - 三室村
  - 六辻町
  - 大久保村
  - 土合村
  - 美笹村 - （戸田町に編入の後、境界変更で旧美谷本村の内谷・曲本・松本と堤外の一部が浦和市に編入）
    - 美谷本村 - （笹目村と合併して美笹村となる）

  - 美園村 - （旧大門村差間・行衛を除く地域と旧野田村が浦和市に、旧大門村差間・行衛と旧戸塚村が川口市に分割編入）
    - 大門村 - （戸塚村、野田村と合併して美園村となる）
    - 野田村 - （戸塚村、大門村と合併して美園村となる）
- 大宮市
  - 大宮町
  - 木崎村 - （大字北袋）
  - 三橋村
  - 日進村
  - 宮原村
  - 大砂土村
  - 指扇村
  - 馬宮村
  - 植水村
  - 片柳村
  - 七里村
  - 春岡村
- 与野市
- 岩槻市
  - 岩槻町
  - 新和村
  - 和土村
  - 川通村
  - 柏崎村
  - 河合村 - （岩槻市への編入後、境界変更で川島および馬込の一部が蓮田町〈現・蓮田市〉へ編入）
  - 慈恩寺村

## 歴史
2001年（平成13年）5月1日以前の歴史については、「浦和市」「大宮市」「与野市」「岩槻市」を、地名については「さいたま市の地名」も参照。

### 先史時代
現さいたま市域には、旧石器時代より人が居住しており、大宮台地の関東ローム層から大古里（おぶさと、緑区）遺跡、明花向（みょうばなむかい、南区）遺跡などの遺跡から、旧石器時代の遺物が出土している。
縄文時代前期には、世界的な温暖化の進行により海面上昇が進み（縄文海進）、荒川や元荒川の下流域は海面下に没した（奥東京湾。このうち、大宮台地の西側の水域は「古入間湾」とも呼ばれる）。このため、内陸県である埼玉県や栃木県でもこの時代の貝塚が発見されており、さいたま市内においても、当時の海岸線に近い大宮台地の縁辺部に白幡貝塚（南区）、大谷場貝塚（南区）、大戸貝塚（中央区）、中川貝塚（見沼区）などの貝塚が残されている。
寒冷化の進んだ縄文時代の後期・晩期の遺跡は少なくなるものの、岩槻区の真福寺貝塚（国指定史跡）、緑区の馬場小室山遺跡（埼玉県指定史跡）、南鴻沼遺跡（中央区）といった遺跡がある。
弥生時代、古墳時代に入ると、本格的な水稲耕作が行われるようになる中で、低地をのぞむ台地の縁辺部や、低地の自然堤防に多くの集落が形成されるようになった。古墳は、植水古墳群・側ヶ谷戸古墳群（西区）、大久保古墳群・土合古墳群（桜区）など古入間川沿いの台地縁辺部や低地に多く見られる。

### 古代
律令体制が整備されると、現在の埼玉県や東京都を中心とする地域には、令制国として武蔵国が置かれた。現さいたま市のうち岩槻区は埼玉郡に、それ以外の9区は足立郡に含まれるようになった。『和名類聚抄』には足立郡に7つの郷が所載されており、そのうち堀津（ほっつ）、殖田（うえた）、郡家（ぐうけ）、発度（はっと）、大里（おおさと）の5郷を現さいたま市域内に比定する説があるが、堀津郷や発度郡はさいたま市外に比定する説もあり、定かではない。『延喜式神名帳』には、現さいたま市域では氷川神社、調神社、足立神社の3座が所載されている（式内社）。大久保領家に足立郡の郡衙があったと推定されている。
武蔵など東国では平安時代中期に国司に抵抗する群盗の蜂起が続発して治安が悪化し、地方豪族や荘園管理者などが農民などを集めて武装化するようになり、武士へと成長した。天慶元年（938年）、足立郡司として現在の浦和や大宮を含む足立郡一帯を支配していたと考えられる武蔵武芝と、武蔵権守の興世王・武蔵介の源経基との対立が生じた。これがやがて平将門の乱の契機となったが、乱に巻き込まれる中で武蔵武芝は失脚し、以降足立氏などが足立郡司として登場した。

### 中世
1160年（平治元年）の平治の乱の際、源義朝に従って敗れた足立遠元はその後、足立郡に逼塞していたと考えられているが、治承4年（1180年）に挙兵して鎌倉入りした源頼朝から足立郡の郡郷領掌を安堵され、以後は有力御家人として重用された。足立遠元の屋敷は、現在の桶川市の川田谷に比定する説と、現さいたま市西区の植田谷に比定する説とがある。この他、鎌倉時代に現さいたま市域に勢力を有した武士として、髙鼻和氏、麻弥屋氏、箕勾氏、渋江氏、柏崎氏などがある。
現戸田市西部からさいたま市南区西部にまたがる佐々目郷は、正応6年（1293年）から4度に分けて鎌倉の鶴岡八幡宮に寄進されたが、応永元年（1394年）以降、鶴岡八幡宮による支配に抵抗する農民の闘争が度々生じた。
室町時代の関東地方では幾度にわたる戦乱が生じ、現さいたま市域もその戦乱の場となった。観応の擾乱においては、観応元年（1350年）に羽祢蔵（現：桜区）にて合戦が行われ、足利尊氏方の髙麗経澄が足利直義方の難波田九郎三郎らを破っている。
また、享徳3年12月27日（1455年1月15日）に享徳の乱が勃発すると、現さいたま市一帯は古河公方方と関東管領方との対峙の場となった。康正2年（1456年）には、古河公方の足利成氏の家臣である簗田持助が足立郡に討ち入ってその大半を押領した。また岩付城は、関東管領方の（扇谷）上杉持朝の家臣である太田資清・資長（道灌）父子による築城であるとする説と、古河公方方の成田正等による築城であるとする説とがあり、築城後も太田氏が城主となった時期について複数の説があるなど、両勢力の角逐が続いた。
その後、長享の乱（1487年 - 1505年）における長期間にわたる山内上杉家と扇谷上杉家との抗争を経て、関東地方における上杉氏の力は消耗し、かわって後北条氏の勢力が次第に拡大することとなった。大永4年（1524年）には北条氏綱の勢力が既に三室郷に及んでおり、このころから現さいたま市域一帯は岩付太田氏の勢力と後北条氏の勢力の接点となったが、やがて天文15年（1546年）の川越夜戦にて北条氏康軍が勝利すると、武蔵国における後北条氏の勢力拡大はさらに本格化した。そのような状況下で、やがて永禄7年（1564年）には太田氏資がその父である太田資正を追放して北条氏康に内応し、その結果、一帯は後北条氏の支配体制下におかれることとなった。
しかし、1590年（天正18年（1590年）には、豊臣秀吉による小田原征伐の過程で岩付城も陥落した。これにより後北条氏による支配は終わり、かわって豊臣秀吉の命で関東地方を与えられた徳川家康が関東入りした。

### 近世
徳川家康は、関東における支配を固める過程で、江戸の近隣に幕府領や旗本領、譜代大名を多く配置した。江戸時代の幕藩体制下で現さいたま市域に置かれた藩としては、岩槻城を藩庁とする岩槻藩があり、現さいたま市域のうち、岩槻区域の大部分は岩槻藩領であった。一方、他の9区の区域は幕府領や旗本領を中心に、さらに寺社領や岩槻藩領が入りまじり、さらに相給も多いという、複雑で細分化された支配体系下にあった。
江戸時代に、現さいたま市域において街が形成されていたのは、浦和宿、大宮宿、与野町、岩槻町および大門宿の5か所であった。このうち、岩槻町が唯一の城下町であり、またこの岩槻町と大門宿が、将軍の日光参詣や岩槻藩の参勤交代の経路として用いられた日光御成街道の宿場町である。また、浦和宿と大宮宿は、五街道の一つとして整備された中山道の宿場町であり、与野町は甲州街道と日光御成街道を結ぶ脇往還である奥州道中岩槻道の継立場として成立した街である。しかし、大門宿の規模は極めて小さく、また浦和宿や大宮宿も中山道の宿場町の中では比較的小規模であって、与野町の方が規模の大きい街であった。
江戸時代は、利根川・荒川流域において、多数の河川の付け替えや沼地の干拓が行われた時代であり、現さいたま市域もその影響を大きく受けた。まず寛永6年（1629年）には、関東郡代の伊奈忠治らが、利根川東遷事業の一環として、それまで現在の元荒川へと流れていた荒川の河道を、現在の熊谷市久下付近で締め切り、和田吉野川・市野川を経由して入間川筋に流す河川改修を実施した。この河川の付け替えにより、元荒川筋では水害が減少して新田開発が盛んに行われるようになった反面、入間川筋ではより一層洪水の危険性にさらされることとなった。同じく1629年には、灌漑用水の確保を目的として、現在の東浦和駅南東側付近の芝川を塞き止める八丁堤も築堤され、その上流側に見沼溜井が形成された。
1728年（享保13年）には、享保の改革の一環として新田開発を進めていた徳川吉宗の命を受けた井沢弥惣兵衛が、八丁堤を切り開いて見沼溜井を干拓して新田（見沼田んぼ）とし、それにかわる水源として利根川から見沼代用水（現さいたま市域は見沼代用水東縁と見沼代用水西縁に分流）を開削させた。1731年（享保16年）には、もとの八丁堤があった付近に日本で最古級の閘門式運河である見沼通船堀が開削され、見沼代用水東縁・見沼代用水西縁と芝川をつなぐ内陸水運路となった。享保17年（1732年）には、見沼代用水西縁から分水するかたちで高沼用水路が開削され、見沼に続いて鴻沼が干拓された。
また、江戸時代には現在の上尾市域から、さいたま市南区域にかけての広い範囲が、紀伊徳川家や徳川将軍家の鷹場となっていた。

### 近代
明治維新の過程において、日本の地方行政に関わる制度が府藩県三治制（慶応4年・明治元年〈1868年〉）、版籍奉還（明治2年〈1869年〉）、廃藩置県（明治4年〈1871年〉）と移行してゆく中で、現さいたま市域では明治2年1月28日（1869年3月10日）に大宮県が設置されたが、大宮県の実質的な県庁機能は東京府日本橋馬喰町に置かれた。同年9月には県庁が浦和宿（現：浦和区）に移転し、県名も浦和県へと変更された。一方、岩槻藩は1871年8月29日（明治4年7月14日）の廃藩置県により岩槻県となった。その後、同年11月14日に、浦和県、岩槻県、忍県が合併して埼玉県が誕生、県庁は旧浦和県庁に置かれた。
日本初の鉄道開業（新橋駅 - 横浜駅〈現：桜木町駅〉間）から11年後の1883年（明治16年）には、日本鉄道の上野駅 - 熊谷駅間（現：宇都宮線・高崎線）が開通し、現さいたま市域では7月28日に、初の鉄道駅である浦和駅（旧浦和操車場）が開業した。　
市域西部を流れる荒川は、1907年（明治40年）8月と1910年（明治43年）8月に水害を起こし、特に1910年の水害は関東大水害として知られる。荒川をはじめ埼玉県内の多数の河川が大雨により氾濫し、埼玉県や東京府の広い範囲が浸水するなど、大規模なものとなった。これらの水害を契機に、荒川では「荒川下流改修計画」「荒川上流改修計画」が策定され、一体的な治水対策や河川改修工事が行われるようになった。しかしながら、戦争を含む当時の日本の経済・社会情勢の影響を受け、工事は当初予定よりも大幅に時間を要することとなった。現さいたま市域は、荒川上流改修計画に含まれているが、これによる河川改修工事は、開始年が1918年（大正7年）、付帯工事も含めた終了年は1954年（昭和29年）のことである。これにより、さいたま市付近の荒川は、幅2km弱にわたる河川敷を有することとなった。
1923年（大正12年）の関東大震災は現在のさいたま市域、なかでも浦和と大宮の発展に大きな影響を及ぼすことになる。この時期、埼玉県では主要都市中心部で「耕地整理事業」の名による区画整理が始まっていたが、中でも早期に耕地整理事業が進み、震災の時点で既に中心部付近に整備された碁盤状の街区を設けていた旧浦和町は震災被害も軽微であった（死者は3名）。このため、壊滅した東京や横浜から人口が流入し、特に別所沼の周辺の浦和駅西側地域には画家をはじめとした富裕層や文化人が移住した。彼らは「浦和画家」と呼ばれる文化人コミュニティーを形成し、文教都市浦和の発展に寄与した。一方、大宮ではやはり震災を契機として、大宮町・大砂土村境界部に東京市の小石川から盆栽業者が集団移転し、盆栽村組合が設立されて厳格な景観に対する取り決めを行い、盆栽村が形成された。これら関東大震災後に浦和・大宮に花開いた文化は、現在でも文化的遺産となっている。
1927年（昭和2年）に宮脇梅吉が埼玉県知事に就任。宮脇は、県庁が所在する浦和が「市」ではなく「町」である事を疑問視し、浦和の早期単独市制もしくは浦和・大宮・与野の3町と六辻・三橋の2村の合併による一大都市圏実現を構想した。宮脇は在任わずかで他県に転出して実現しなかったが、1931年（昭和6年）に宮脇が再び埼玉県知事に就任。持論を再び展開し、日進村を加えた3町3村の合併による「大埼玉市構想」を強く提唱した。しかし大宮町の負債総額が浦和町を大幅に上回っていたことから浦和町が合併に消極的であったといわれ、合併は実現しなかった。1934年（昭和9年）、市制施行により浦和市が発足。これは都道府県庁所在地として最も遅い市制施行であった。また、浦和・大宮・与野・六辻・三橋の1市2町2村の上水道を取り扱う「埼玉県南水道組合」（後の埼玉県南水道企業団、現：さいたま市水道局）が設立され、「大埼玉市」構想の一部が実現した。
1939年（昭和14年）には浦和市が、与野・六辻と戸田・蕨などの1市3町6村での合併を呼びかけ。大宮町も独自で浦和市・与野町との1市2町での合併案を提示した。翌年の1940年（昭和15年）、埼玉県が仲介して大宮案での合併交渉に入り、六辻・日進を加えて1市3町5村での合併で一応の合意にこぎつけたが、各論では反対が続出して交渉は打ち切りとなった。大宮町は、交渉不調に備えて別個に合併交渉を進めていた日進・三橋・宮原・大砂土の4村と11月に新設合併を行い、大宮市が発足。1943年（昭和18年）には、埼玉県知事の大津敏男が浦和・大宮・与野との2市1町で埼玉市を設立する合併構想を打ち出すも、戦争の激化により立ち消えとなった。
太平洋戦争中は、埼玉県内を管轄する浦和連隊区司令部が置かれ、戦争末期の1945年（昭和20年）には、浦和に第36軍が置かれた。市域では4月14日に浦和と大宮が、5月26日に再び浦和が空襲を受け死傷者が生じ、また浦和への爆撃予告ビラが投下されるなどしたが、県内最大の空襲である熊谷空襲のような大規模空襲に遭うことはなかった。終戦後進駐軍の占領下になると埼玉会館に埼玉軍政部が置かれた。

### 現代

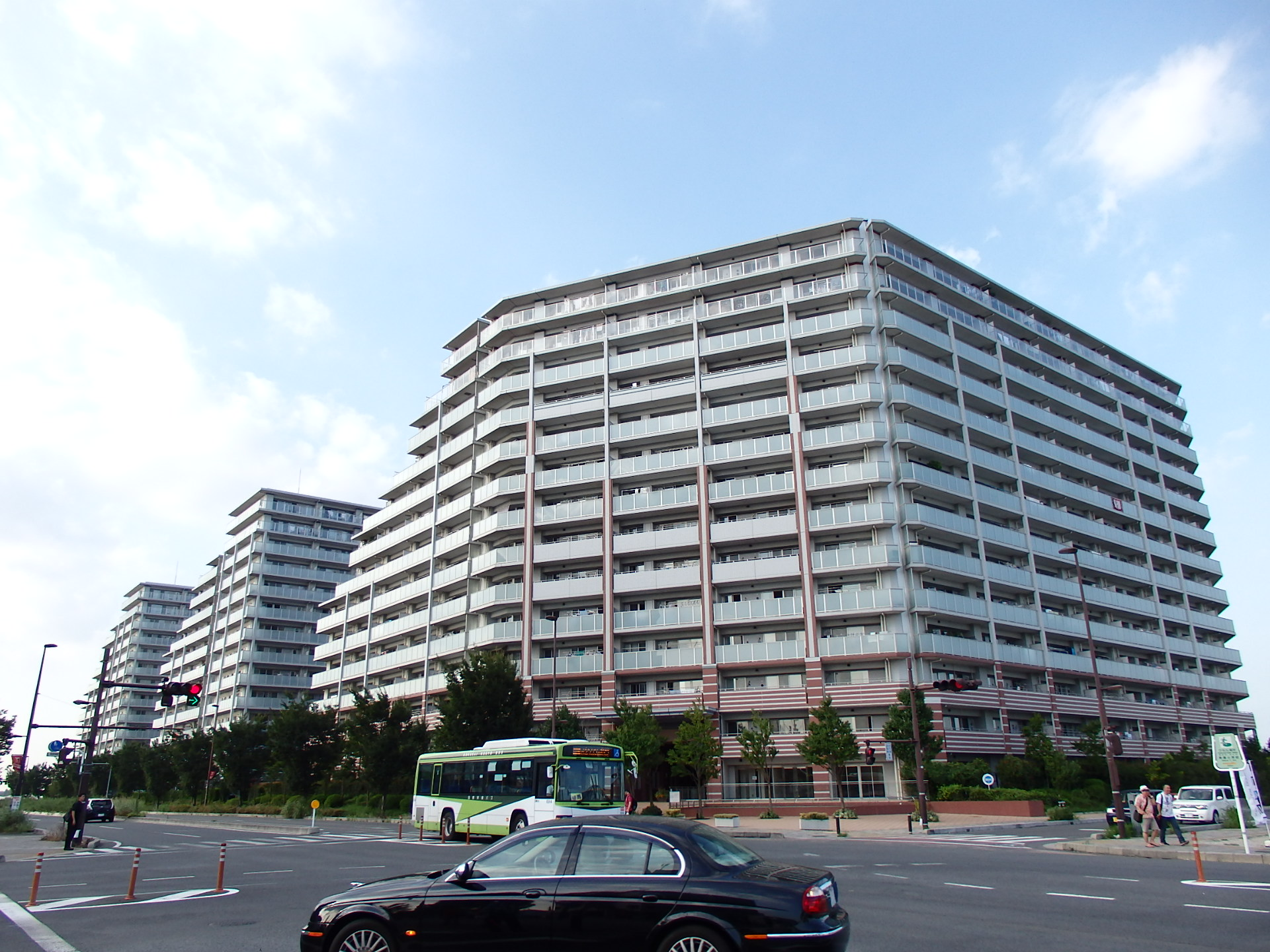
みそのウイングシティ

2001年に戦前（1927年）から数度浮上した合併構想が結実し、浦和・大宮・与野の合併によりさいたま市が発足した。2005年には岩槻を編入し現在に至っている（下記）。戦後、現市域内のインフラ整備は著しく、浦和市域を東西に走る武蔵野線（1973年）、浦和・与野・大宮の3市を南北に走る埼京線（1985年）および東北新幹線・上越新幹線（1982年、大宮駅以南の開業は1985年）などを初めとした鉄道路線が開業し、浦和・岩槻の2市を南北に通る東北自動車道（1972年、岩槻IC以南の開業は浦和ICまでは1980年、浦和TB以南は1987年）、浦和市域を東西に通る東京外環自動車道（1992年、市域内にインターチェンジの設置はされなかった）、浦和・与野・大宮の3市を南北に通る首都高速道路埼玉大宮線（1998年）などの高速道路や、新大宮バイパス・上尾道路、西大宮バイパス・東大宮バイパス・岩槻春日部バイパス、蓮田岩槻バイパス・岩槻鳩ヶ谷バイパスなどの国道バイパスを始めとした一般道路の整備が行われた結果、至近の現市域も人口流入が進んだ。特に浦和市は県庁所在地として、大宮市は商業の中心としてそれぞれ発展した。平坦な地形から住宅開発が進み、旧4市域の人口は1990年代に100万人を超え、合併後には130万人となり、京都市に次ぐ国内9位の都市となった（日本の市の人口順位参照）。現在も複数の区画整理事業（一覧）が進められており、今後も市街地の拡大が見込まれる。埼玉スタジアム2002を中心としたみそのウイングシティは、計画人口3万人以上の市内最大規模の開発事業となった。また、主要駅周辺部では再開発事業（一覧）が活発化し、高層建築物が増加した。市内で最も高さがある建物はさいたま新都心にあるランド・アクシス・タワー（略称：L.A.タワー）（168m）、最も階数が高い建物はライブタワー武蔵浦和（38階）となっている。2023年SDGs先進度調査において全国815市区のうちさいたま市が1位となった。

#### 浦和市・大宮市・与野市の合併
合併に関する経過と合併後の年表。旧市に関する詳細な歴史は各4市の項目を参照。
- 1953年（昭和28年） - 9月、町村合併促進法が制定される。いわゆる「昭和の大合併」の始まり。
- 1954年（昭和29年） - 2月、埼玉県が県内323市町村を81市町村にまで合併再編する合併試案を示し、浦和市・大宮市周辺では浦和市・大宮市・与野町・大久保村・土合村の2市1町2村による合併試案が示される。しかし浦和市は大久保村・土合村を編入する合併、大宮市は周辺6村を編入する合併を構想し、この枠組みでの合併は実現せず[45]。11月、与野町が大久保村に合併を申し込むも、実現せず[46]。
- 1955年（昭和30年） - 1月、浦和市が大久保村・土合村を編入、大宮市が周辺6村（指扇村・馬宮村・植水村・片柳村・七里村・春岡村）を編入。2月、与野町議会に北部を大宮市、南部を浦和市に編入させ、中央部を残存させる案が提出されるも、反対議員や町民が議場を取り囲んで開会できず、与野町はそのまま残る[47]。
- 1958年（昭和33年） - 市制施行により与野市が発足。
- 1962年（昭和37年） - 浦和市議会が、三市と川口・蕨での五市合併を呼びかけ。第一段階で三市、第二段階で川口・蕨との合併をするというものだった。
- 1973年（昭和48年） - 三市の市長が合併に関して初会談。また、北九州市の合併推進派の理論的支柱となった都市社会学者の磯村英一が、三市について「合併しなければ、背を向け続けるであろう」と警告。
- 1980年（昭和55年） - 10月、県南中央地域の都市間相互のゆるやかな連合を掲げ、浦和市、大宮市、与野市、上尾市、伊奈町の4市1町および埼玉県による「埼玉中枢都市首長会議」が発足。
- 1982年（昭和57年） - 4月、従前の首長会議の名称を「埼玉中枢都市圏首長会議」に変更。9月、「埼玉中枢都市圏構想・基本構想」策定。
- 1985年（昭和60年） - 12月、「埼玉中枢都市圏構想」の名称を「さいたまYOU And Iプラン」（構成4市1町の英表記頭文字を組み合わせた名称）に変更。
- 1990年（平成2年） - 7月、「政令指定都市化」を公約にして、新藤享弘が大宮市長に就任。だが、単独での実現は現実的には不可能であり、合併による政令指定都市化を目指すものだった。これには与野市長の井原勇も同調した。
- 1991年（平成3年） - 4月、「政令指定都市化」を公約にして、相川宗一が浦和市長に就任。これに難色を示した現職の中川健吉を破っての就任であった。
- 1992年（平成4年） - 4月、国土庁が4市1町の圏域を「埼玉中枢都市圏域業務核都市基本構想」として承認。
- 1993年（平成5年） - 6月、旧国鉄大宮操車場跡地に、国の10省庁17機関の移転決定。12月、4市1町の強固な連合を目標とした「彩の国YOU And Iプラン」を策定。以後、合併政令指定都市化の動きが活発化する。
- 1995年（平成7年）
  - 3月 - 「合併促進決議」が浦和市議会、大宮市議会で可決、与野市議会も6月に決議を可決。この決議において「浦和を『行政の中心』、大宮を『経済の中心』、与野を『情報発信（文化）の中心』とする」という新市における三地区の位置づけが確認された。
  - 7月19日 - 上尾市が浦和市・大宮市・与野市からの合併協議会設置請求に対し拒否回答。
- 1997年（平成9年）12月18日 - 任意協議会「浦和市・大宮市・与野市合併推進協議会」が設置される[48]。
- 1998年（平成10年）
  - 4月15日 - 新市の名称の議論を付託された「第2小委員会」が設置される。
  - 10月30日 - 大宮市の提案に基づき、3市の市民代表・学識経験者・マスコミ関係者で構成される「浦和市・大宮市・与野市新市名検討委員会」が設置される（会長:兵藤釗埼玉大学学長）。
  - 11月2日 - 第2小委員会開催。新市名検討委員会から、「新市の市名は公募することが望ましい」との報告を受ける。大宮市は公募方式に対し態度を保留するも、同月10日に新市名検討委員会は国内外からの公募を再確認。その後、上尾市・伊奈町を同時に合併しないことを理由に大宮市が審議をボイコットし、合併推進協議会の協議が停滞（上尾市・伊奈町を含めた合併は、大宮市が強く求めていたもので、両市町は彩の国YOU And Iプランに含まれる領域であるとともに、大宮市にとって自身を新市の地理的な中央部に置くためには両市町を組み込むことが死活問題であった）。浦和市は審議正常化を求め、逆に戸田市・蕨市も合併に加えることを提案（1962年に打ち出した合併構想案の一部を変えたものであった）。
- 1999年（平成11年）
  - 6月25日 - 3市先行合併、合併後に上尾市・伊奈町の意向確認を行う旨の合意が行われ（いわゆる「 6・25合意」）、審議が正常化する。
  - 8月 - 19日、大宮市議会の再反対で公募を先送り。28日、公募実施要項に「6・25合意」を盛り込むことで公募の実施を合意。31日、第14回第2小委員会で市名の公募の実施を合意。
- 2000年（平成12年）
  - 1月10日 - 市名の公募を実施。期限の2月18日までに全国から67,665件、8,580種類の応募がなされる。その結果は、『埼玉市』が1位（7117票）、『さいたま市』が2位（3821票）というものであった。また合併を構成する各市の名称を用いる案は『大宮市』が3位（3008票）、『浦和市』が6位（1821票）となったが、大宮市以外の地域からの『大宮市』への応募は24.8%、浦和市以外の地域からの『浦和市』への応募は29.7%と少なく、浦和市からの『大宮市』への応募は1.1%、大宮市から『浦和市』への応募は3.7%であった[49]。また、『与野市』は100位以内に入らなかった[50]。
  - 3月26日 - 新市名検討委員会での検討の結果、『埼玉市』（公募1位）・『さいたま市』（2位）・『彩都市』（5位2495票）・『さきたま市』（7位1374票）・『関東市』（37位217票）の5案が市名候補として選考され、第2小委員会委員長および小委員会に報告される。
  - 4月
    - 4日 - 第22回第2小委員会が開催。浦和市・与野市から『さいたま市』、大宮市から『大宮市』の2つの市名案が提案される。なお、『大宮市』の名称は、大宮市の提案で設置された新市名検討案が提出した市名候補5案にはないものだった。
    - 11日 - 第23回第2小委員会が開催。『埼玉』などの名称を使用しないでほしいとする要望書を提出した、行田商工会議所会頭・行田市埼玉地区自治会連合会会長が招聘される。
    - 17日 - 第25回第2小委員会が開催。大宮市側は新市の市役所をさいたま新都心周辺地区に置くよう要求し、合併促進決議以来「行政の中心」と位置付けられている浦和市側の猛反発を受ける。最終的に「さいたま新都心周辺地域が望ましいとの意見を踏まえ、将来の新市の事務所の位置についての検討や庁舎建設基金を創設を行う」旨[注釈 14]を合併協議書に盛り込むことで、新市名を『さいたま市』とすることに合意した[51] が、合併後は「将来の市役所の位置」に関する合併協定書の文言に関する解釈を巡って対立が見られる（当時から域内最大の人口を有し市の中心となる浦和市側の反発により、新市役所をさいたま新都心に設置すると明記されておらず、「意見を踏まえ…位置を検討する」という玉虫色の文章にされているため）。
    - 24日 - 第21回合併推進協議会が開催。新市名を 『さいたま市』とする旨委員長報告があり、議案が提出。即日議決される。なお、さいたまの「さ」の字体は、2画目と3画目が連続した字体（「ち」の鏡文字）を正式としたが、市民などが住所を表記する際にはどちらでも構わないとしている。
    - 29日 - 法定協議会「浦和市・大宮市・与野市合併協議会」が設置される。新市名が「さいたま市」に決定[52]。

  - 5月5日 - 浦和市・大宮市・与野市の市境域の旧国鉄操車場跡地にて、さいたま新都心がまちびらき。なお、この「さいたま新都心」という名称は、1999年4月に決まっていたものであり、市名「さいたま市」との直接の関係はない。
  - 9月5日 - 合併協定調印式。

#### 合併から政令指定都市へ
- 2001年（平成13年）
  - 3月28日 - 大規模開発「みそのウイングシティ」（計画人口31,200人）の開発に先駆け、埼玉高速鉄道線および浦和美園駅が開業。
  - 5月1日 - 浦和市・大宮市・与野市が合併し、さいたま市が発足。
  - 7月29日 - 上尾市が「さいたま市との合併の是非を問う住民投票」を実施。「反対(58.3%)」・「賛成(41.7%)」という結果となる。
  - 8月6日 - 伊奈町が合併協議を断念する旨を表明。8日には、上尾市が住民投票の結果を受け、合併協議を辞退する旨を正式に表明。
  - 10月6日 - 埼玉スタジアム2002オープン記念イベントを開催[53]。
  - 10月25日 - さいたま市誕生記念式典を開催。デザイン案を公募して、最終案から市民投票で決定した市章および市旗を制定[54]。
- 2002年（平成14年）
  - 4月1日 - 保健所政令市（第三号）指定に伴い、埼玉県より保健所業務を移管。埼玉県中央保健所、埼玉県大宮保健所を統廃合してさいたま市保健所を開設[55]。
  - 5月1日 - 合併1周年を記念して市のシンボルを制定。市の花は「サクラソウ」、市の木は「ケヤキ」、市の花木は「サクラ」とする[54]。
  - 6月 - 2002 FIFAワールドカップの準決勝（ブラジル対トルコ戦）など4試合が埼玉スタジアム2002で開催。
  - 11月20日 - 市議会が「政令指定都市関連議案（区の設置並びに区の事務所の位置、名称及び所管区域を定める条例案）」を可決。
- 2003年（平成15年）
  - 1月26日 - 岩槻市が「岩槻市の合併に関する住民投票」を実施。「さいたま市との合併 (52.6%)」・「合併しない (38.8%)」・「春日部市、宮代町、杉戸町、庄和町との合併 (8.5%)」との結果となる。
  - 2月5日 - 住民投票の結果を受け、岩槻市がさいたま市に対し合併協議の申し入れを行う。さいたま市は、24日にこの申し入れを受け入れる。
  - 4月1日
    - さいたま市が政令指定都市に移行し、9つの行政区が発足。
    - 市の歌として「さいたま市の歌 希望（ゆめ）のまち」を制定[56]。
    - 埼玉県より別所沼公園と大宮公園サッカー場の所有権がさいたま市に移管される。

  - 5月1日 - 新浦和橋有料道路が無料開放される[57]。
  - 5月 - さいたま市記念総合体育館「Vアリーナ」が開館（桜区）[58]。
  - 7月15日 - 任意協議会「さいたま市・岩槻市任意合併協議会」設置。
- 2004年（平成16年）
  - 4月28日 - ステラタウンがオープン（北区）[59]。
  - 5月26日 - 首都高速埼玉新都心線与野～新都心間が開通[60]。
  - 6月25日 - 法定協議会「さいたま市・岩槻市合併協議会」設置。
  - 7月1日 - さいたま市立桜木図書館が開館（大宮区）[61]。
  - 8月24日 - さいたま市・岩槻市合併協定調印式。
  - 9月10日 - 14日 - 第59回国民体育大会（彩の国まごごろ国体）夏季大会が埼玉県で開催される。
  - 9月17日 - コクーン新都心（現・コクーン1）がオープン（大宮区）[62]。
  - 10月23日 - 28日 - 第59回国民体育大会（彩の国まごごろ国体）秋季大会が埼玉県で開催される[63]。
  - 12月15日 - イオン与野ショッピングセンター（現・イオンモール与野）がオープン（中央区）[58][64]。
- 2005年（平成17年）
  - 3月5日 - 大宮駅構内にエキュート大宮がオープン（大宮区）[65]。

岩槻市を編入、現在のさいたま市が成立
- 2005年（平成17年） 
  - 4月1日、さいたま市が岩槻市を編入合併し、旧岩槻市の市域を区域とする岩槻区が発足。
  - 4月6日 - さいたま市・岩槻市合併記念式典が開催される[66]。区の色を制定[67]。
  - 7月 - プラザウエスト、さいたま市立桜図書館が開館[68]（桜区）。
  - 12月1日 - エフエム浦和（REDS WAVE）（現・CityFMさいたま）が開局[69]。
  - 12月21日 - 「さいたま市平和都市宣言」を制定[70]。
- 2006年（平成18年）
  - 4月 - みそのウイングシティ（緑区・岩槻区）が街開き[58]（区画整理事業は現在も継続中）。
  - 4月26日 - イオン浦和美園ショッピングセンター（現・イオンモール浦和美園）がオープン（緑区）[58][64]。
  - 5月1日 - さいたま市立片柳図書館が開館（見沼区）[71]。
  - 8月4日 - 首都高速埼玉新都心線新都心～さいたま見沼間が開通[72]。
  - 12月2日 - 浦和レッズがJ1リーグ初優勝（17日に優勝パレード開催）[73]。
- 2007年（平成19年）
  - 3月9日 - 岩槻人形が国の伝統的工芸品に指定[74]。
  - 10月1日 - さいたま市PRキャラクター「つなが竜ヌゥ」がデビュー[75]。
  - 10月10日 - 浦和パルコがオープン（浦和区）[76]。
  - 10月14日 - 鉄道博物館が開館（大宮区）[77]。
  - 11月1日 - NACK5スタジアム大宮がリニューアルオープン（大宮区）[78]。
  - 11月14日 - 浦和レッズがAFCチャンピオンズリーグ初優勝[79]。
  - 11月29日 - さいたま市立中央図書館（浦和区）が開館[80]。
- 2008年（平成20年）
  - 4月25日 - 「岩槻の人形」、「大宮の盆栽」、「浦和のうなぎ」を伝統産業に指定[81]。
  - 5月1日 - さいたま市立北図書館が開館（北区）[82]。
  - 5月24日 - 浦和うなこちゃん像が浦和駅西口に設置（浦和区）[83]。
  - 7月28日 - 8月20日 - 平成20年度全国高等学校総合体育大会（彩夏到来 08 埼玉総体）が埼玉県で開催される[84]。
  - 8月27日 - 29日 - 第20回国連軍縮会議 inさいたまが浦和ロイヤルパインズホテルで開催（浦和区）[85]。
- 2009年（平成21年）
  - 3月14日 - 川越線日進駅 - 指扇駅間に西大宮駅（西区）が開業[86]。
- 2010年（平成22年）
  - 3月27日 - 国道17号上尾道路宮前IC -県道上尾環状線小敷谷東交差点間が開通[87]。
  - 3月28日 - さいたま市大宮盆栽美術館が開館（北区）[88]。
  - 4月26日 - 第1回E-KIZUNAサミット・フォーラム inさいたまが開催[89]。
  - 8月25日 - 27日 - 第22回国連軍縮会議 inさいたまが開催[90]。
- 2011年（平成23年）
  - 3月11日 - 東日本大震災（東北地方太平洋沖地震）で最大震度5強を観測[注釈 15]。市内で停電や建物被害等が発生[91]。
  - 3月 - 全行政区で区の花を制定[58]。
  - 10月 - 本格的スポーツコミッションとして国内初となる「さいたまスポーツコミッション」を創設[92]。
  - 11月 - 都市イメージキャッチフレーズ「のびのびシティさいたま市」を策定[93]。
- 2013年（平成25年) 
  - 1月4日 - 武蔵浦和駅西口に複合公益施設「サウスピア」が開設（南区）[94]。
  - 3月16日 - 湘南新宿ラインの浦和駅停車が開始（浦和区）[95]。
  - 10月26日 - ツール・ド・フランスさいたまクリテリウムが初開催（中央区・大宮区）[96]。
- 2014年（平成26年）
  - 3月9日 - 若田光一宇宙飛行士（市民栄誉賞受賞）が国際宇宙ステーション（ISS）第39代船長に就任[58][97]。
- 2015年（平成27年）
  - 4月1日 - 「文化財産等取得基金」を編入し、「文化芸術都市創造基金」が創設。この基金をもとにトリエンナーレなどのイベント開催、浦和区の「うらわ美術館」を「さいたま市立美術館」（仮称）に発展的に開設する構想がある。
  - 11月15日 - さいたま国際マラソンが初開催[37]。
- 2016年（平成28年）
  - 3月11日 - 岩槻郷土資料館、旧岩槻警察署附属展示場が登録有形文化財（建造物）として登録[98]。
  - 5月24日 - 岩槻駅東西自由通路が開通（岩槻区）[99]。
  - 9月2日 - けやきひろばリニューアルオープン（中央区）[100]。
  - 9月24日 - 12月11日 - さいたまトリエンナーレ2016開催[101]（後に「さいたま国際芸術祭」と改称）。
  - 10月3日 - 造幣局さいたま支局開局、造幣さいたま博物館開館[102]。
- 2017年（平成29年）
  - 1月 - 埼玉県立小児医療センター、さいたま赤十字病院が統合移転して開院（中央区）[58]。
  - 3月1日 - さいたま市立春野図書館がリニューアルオープン（見沼区）[103]。
  - 3月18日 - 見沼田んぼの桜回廊が散策できる日本一の桜回廊に[104]。
  - 4月27日 - 第8回世界盆栽大会が開催[52]。
- 2018年（平成30年）
  - 4月1日 - さいたま市子ども家庭総合センター（あいぱれっと）が開設（浦和区）[105]。
  - 7月5日 - 鉄道博物館の新館が南館として増築開館（大宮区）[106]。
  - 9月18日 - さいたま市の総人口が130万人を突破[107]。
  - 10月27日 - さいたま新都心公園供用開始[108]。
- 2019年（平成31年/令和元年）
  - 4月 - 埼玉県内で初の中等教育学校となるさいたま市立大宮国際中等教育学校が開校（大宮区）[109]。
  - 9月4日 - 見沼代用水が国際かんがい排水委員会（ICID）「世界かんがい施設遺産」に登録[110]。
  - 12月29日 - さいたま市立病院が新病棟へ敷地内移転して開院（緑区）[111]。
- 2020年（令和2年）
  - 2月22日 - 旧岩槻区役所跡に「さいたま市岩槻人形博物館」を開館（岩槻区）。
  - 4月1日 - さいたま市パートナーシップ宣誓制度が開始[112]。
  - 6月1日 - 与野本町小学校に開設した複合施設「いーよの」内に「さいたま市与野郷土資料館」を開館（中央区）。
  - 10月17日 - 11月15日 - 新型コロナ禍の影響を受けて一旦は中止としていたさいたま国際芸術祭2020が、規模を縮小して開催（当初は3月14日 - 5月17日に開催される予定だった）[113]。
- 2021年（令和3年）
  - 5月1日 - 設置20周年を記念して、この日を「さいたま市民の日」として制定[114]。
  - 7月
    - 1日 - 設置20周年記念事業として、「さいたま市民憲章」を制定[115]。
    - 8日 - 東京オリンピックの聖火リレーを開催する予定が、公道でのリレーが中止となり、聖火到着セレブレーションのみをさいたま新都心公園にて開催（大宮区）[116]。
    - 23日 - 東京オリンピック（当初は2020年に開催予定）が開催。男女のサッカーが埼玉スタジアム2002、男女のバスケットボールをさいたまスーパーアリーナが競技会場として使用される。

  - 12月19日 - 旧さいたま市立大宮図書館跡地に複合施設「Bibli」がオープン（大宮区）[117]。
  - 12月 - 「さいたま市新庁舎整備等基本構想」を策定[118]。
- 2022年（令和4年）
  - 3月8日 - さいたま新都心公園に、東京オリンピック聖火リレーの聖火到着セレブレーション開催記念碑を設置。
  - 4月1日 - さいたま市民会館おおみやが移転開館[119]。「RaiBoC Hall（レイボックホール）」の愛称が付く。
  - 4月29日 - 市役所の庁舎をさいたま新都心バスターミナルほか街区へ移転する条例の改正案が特別多数議決により可決[120]。施行期日は規則で定める（2031年目処）。併せて「さいたま新都心にふさわしい住居表示の実施を検討すること」とする付帯決議も採択。
- 2023年（令和5年）10月7日 - 12月10日 - さいたま国際芸術祭2023を開催[121]。
- 2024年（令和6年）
  - 3月 - 「さいたま市新庁舎整備等基本計画」を策定[122]。
  - 7月31日 - 政令指定都市では初となるデジタル地域通貨「さいコイン」を導入。地域ポイント「たまポン」（旧称は「たまぽん」。2018年8月1日に主に岩槻区内でサービス開始）や行政サービス等を統合したアプリ「さいたま市みんなのアプリ」内で使用。
  - 9月30日 - 国道122号蓮田岩槻バイパスの岩槻区内の未整備区間が開通。着工から55年でほぼ整備終了（なお、2025年3月12日に完全片側2車線（4車線）化の供用を開始）。

## 政治

### 市長選挙・市議会選挙
- 2001年（平成13年）5月27日：初の市長選挙。前浦和市長の相川宗一（自由党推薦）が当選。
- 2003年（平成15年）4月13日：初の市議会議員一般選挙。議員定数を64に削減。
- 2004年（平成16年）12月26日：南区選出議員の市議会議員補欠選挙。
- 2005年（平成17年）5月15日：市長選挙。岩槻区選出議員の市議会議員増員選挙。浦和区選出議員の市議会議員補欠選挙。議員定数を71に増加。
- 2007年（平成19年）4月8日：市議会議員一般選挙。議員定数を64に削減。
- 2009年（平成21年）5月24日：市長選挙。西区・北区選出議員の市議会議員補欠選挙。
- 2011年（平成23年）4月10日：市議会議員一般選挙。議員定数を60に削減。
- 2013年（平成25年）5月19日：市長選挙。見沼区選出議員の市議会議員補欠選挙。
- 2015年（平成27年）4月12日：市議会議員一般選挙。
- 2017年（平成29年）5月21日：市長選挙。
- 2019年（平成31年）4月7日：市議会議員一般選挙。
- 2021年（令和3年）5月23日：市長選挙。
- 2023年（令和5年）4月9日：市議会議員一般選挙。
- 2025年（令和7年）5月25日：市長選挙。

### 国政選挙
本市における衆議院の小選挙区は、4つに区分されている。
- 埼玉県第1区：見沼区、浦和区、緑区

| 議員名   | 党派名     | 当選回数 | 備考     |
| -------- | ---------- | -------- | -------- |
| 村井英樹 | 自由民主党 | 5        |          |
| 武正公一 | 立憲民主党 | 7        | 比例復活 |

- 埼玉県第5区：西区、北区、大宮区、中央区

| 議員名   | 党派名     | 当選回数 | 備考 |
| -------- | ---------- | -------- | ---- |
| 枝野幸男 | 立憲民主党 | 11       |      |

- 埼玉県第15区：桜区、南区、（蕨市、戸田市）

| 議員名   | 党派名     | 当選回数 | 備考 |
| -------- | ---------- | -------- | ---- |
| 田中良生 | 自由民主党 | 6        |      |

- 埼玉県第16区：岩槻区、（春日部市、吉川市、松伏町）

| 議員名   | 党派名     | 当選回数 | 備考     |
| -------- | ---------- | -------- | -------- |
| 土屋品子 | 自由民主党 | 9        |          |
| 三角創太 | 立憲民主党 | 1        | 比例復活 |

### 県政選挙
本市における埼玉県議会の選挙区は、行政区ごとに区分して議員を選出している。その総数は14である。
| 選挙区名                  | 定数 | 議員名     | 会派                              | 当選回数 |
| ------------------------- | ---- | ---------- | --------------------------------- | -------- |
| 南第3区 さいたま市西区    | 1    | 日下部伸三 | 自由民主党                        | 4        |
| 南第4区 さいたま市北区    | 2    | 関根信明   | 自由民主党                        | 2        |
| 南第4区 さいたま市北区    | 2    | 小川寿士   | 埼玉民主フォーラム （立憲民主党） | 1        |
| 南第5区 さいたま市大宮区  | 1    | 藤井健志   | 自由民主党                        | 3        |
| 南第6区 さいたま市見沼区  | 2    | 田村琢実   | 自由民主党                        | 5        |
| 南第6区 さいたま市見沼区  | 2    | 武田和浩   | 埼玉民主フォーラム （立憲民主党） | 1        |
| 南第7区 さいたま市中央区  | 1    | 宮崎吾一   | 自由民主党                        | 2        |
| 南第8区 さいたま市桜区    | 1    | 荒木裕介   | 自由民主党                        | 4        |
| 南第9区 さいたま市浦和区  | 2    | 野本怜子   | 埼玉民主フォーラム （立憲民主党） | 1        |
| 南第9区 さいたま市浦和区  | 2    | 高木功介   | 自由民主党                        | 2        |
| 南第10区 さいたま市南区   | 2    | 林薫       | 自由民主党                        | 1        |
| 南第10区 さいたま市南区   | 2    | 木村勇夫   | 埼玉民主フォーラム （立憲民主党） | 5        |
| 南第11区 さいたま市緑区   | 1    | 高橋政雄   | 自由民主党                        | 5        |
| 南第12区 さいたま市岩槻区 | 1    | 小島信昭   | 自由民主党                        | 7        |

## 行政
「さいたま市役所」も参照。

### 広報活動
市の一般的な広報活動は、広報課により行われている。同課内には、一般的な広報活動の企画立案や各区ごとの広報活動の取りまとめを行う「広報係」のほか、行政情報の見える化を推進することを主な業務とする「企画推進係」がある。
主な広報媒体として、広報誌『市報さいたま』（毎月1回発行、全戸配布）、テレビ番組『のびのびシティさいたま市』（テレビ埼玉で放送）のほか、ウェブ媒体によるもの（公式サイトおよびメールマガジン）などがあり、このうち『市報さいたま』については視覚障害者向けにカセットテープ版や点字版も制作されている。また、この他にも市議会や市政の個別テーマ・部局・地域ごとの広報が多くなされている。
市のマスコットキャラクターとして、市内の見沼（見沼田んぼ）に伝わる伝承に因んだ「つなが竜ヌゥ」が2007年9月20日に制定された。このキャラクターは一定の条件（要綱・マニュアルに記載）を満たせば営利目的を含めて誰でも使用することができるほか、着ぐるみの貸し出しも行われている。また、埼玉県の自治体のゆるキャラで構成されるゆる玉応援団にも加盟している。また、やなせたかしによるキャラクター「浦和うなこちゃん」がさいたま観光大使に任命されており、各種イベントにて「ヌゥ」や埼玉県のキャラクターである「コバトン」・「さいたまっち」と一緒に登場することが多い。
市歌として、「さいたま市の歌『希望（ゆめ）のまち』」が制作されている。政令指定都市移行記念として2003年に制定された。公募により880点寄せられた歌詞の最優秀作品に市出身のタケカワユキヒデが作曲および補作詞をした楽曲で、タケカワと二人の娘（武川基、武川アイ）のユニット「タケカワユキヒデ & T's COMPANY」が歌う。この楽曲の冒頭とエンディングに流れるチャント風のエールは、浦和レッズと大宮アルディージャのサポーター有志によるものである。また、このエールをアレンジしたものが市内の複数のJR駅で発車メロディーとしても使用されている。

### 市の機関
消防・防災
- さいたま市消防局（浦和区）
  - 西消防署
  - 北消防署

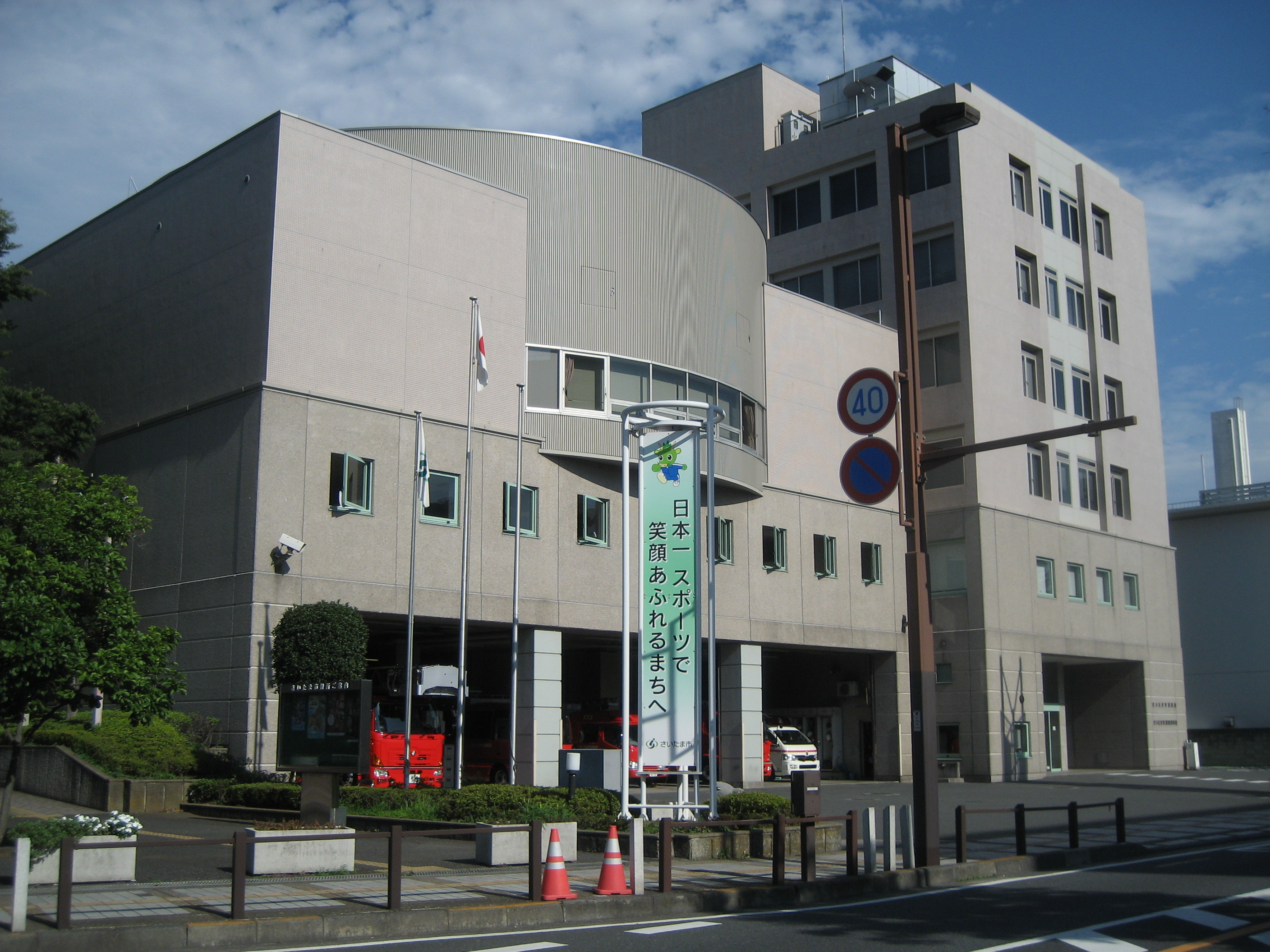
消防局・危機管理センター

  - 大宮消防署：さいたま市防災センター（防災展示ホール）を併設
  - 見沼消防署
  - 中央消防署
  - 桜消防署
  - 浦和消防署：さいたま市危機管理センターを併設
  - 南消防署
  - 緑消防署
  - 岩槻消防署
- さいたま市消防団

保健所
- さいたま市保健所（中央区）

上下水道
- さいたま市水道局（浦和区）
- 大宮南部浄化センター（見沼区）

ごみ処理施設
- 桜環境センター（桜区）
- クリーンセンター大崎（緑区）
- 西部環境センター（西区）
- 見沼環境センター（見沼区） - ※東部環境センターを代替建替

斎場
- 浦和斎場（桜区）
- 大宮聖苑（見沼区）
- 思い出の里会館（見沼区・思い出の里市営霊園内）
- ひかり会館（中央区）

観光案内所
- 浦和観光案内所（アトレ浦和South Area内）
- 大宮駅観光案内所（大宮駅構内）
- さいたま新都心観光案内所（さいたま新都心駅東西自由通路）
- 岩槻観光案内所（岩槻駅構内）

#### 教育
教育委員会
- さいたま市教育委員会（浦和区）

教育研究所
- さいたま市立教育研究所（浦和区）

児童施設
- こころの健康センター

※その他10区すべてに子育て支援センターを設置している。

#### 図書館
さいたま市図書館を参照。市内に25館設置されている。ほかに埼玉県立熊谷図書館浦和分室が、埼玉県立浦和図書館閉館後埼玉県立文書館内に設置。

#### 地域拠点施設
- コムナーレ（浦和区）
  - さいたま市 市民活動サポートセンター
  - さいたま観光国際協会 国際交流センター
- プラザノース（北区）
- プラザウエスト（桜区）
- サウスピア（南区）
- プラザイースト（緑区）

#### コミュニティセンター
| - 馬宮コミュニティセンター - 西部文化センター - 宮原コミュニティセンター - 日進公園コミュニティセンター - 高鼻コミュニティセンター - 東大宮コミュニティセンター - 七里コミュニティセンター - 片柳コミュニティセンター - 与野本町コミュニティセンター - 上峰コミュニティホール | - 西与野コミュニティホール - 下落合コミュニティセンター - 浦和コミュニティセンター - 武蔵浦和コミュニティセンター - 南浦和コミュニティセンター - 美園コミュニティセンター - コミュニティセンターいわつき - 岩槻駅東口コミュニティセンター - ふれあいプラザいわつき |

#### 支所・市民の窓口
| 西区 - 三橋支所 - 植水支所 - 馬宮支所 北区 - 宮原支所 - 日進支所 大宮区 - 大宮駅支所 見沼区 - 片柳支所 - 七里支所 - 春岡支所 - 東大宮支所 桜区 - 西浦和駅市民の窓口 - 土合支所 - 大久保支所 | 浦和区 - 浦和駅市民の窓口 - 北浦和駅市民の窓口 - 与野駅市民の窓口 南区 - 南浦和駅市民の窓口 - 谷田支所 緑区 - 東浦和駅市民の窓口 - 原山市民の窓口 - 山崎市民の窓口 - 三室支所 - 美園支所 岩槻区 - 府内市民の窓口 - 東岩槻支所 |

### 県の出先機関

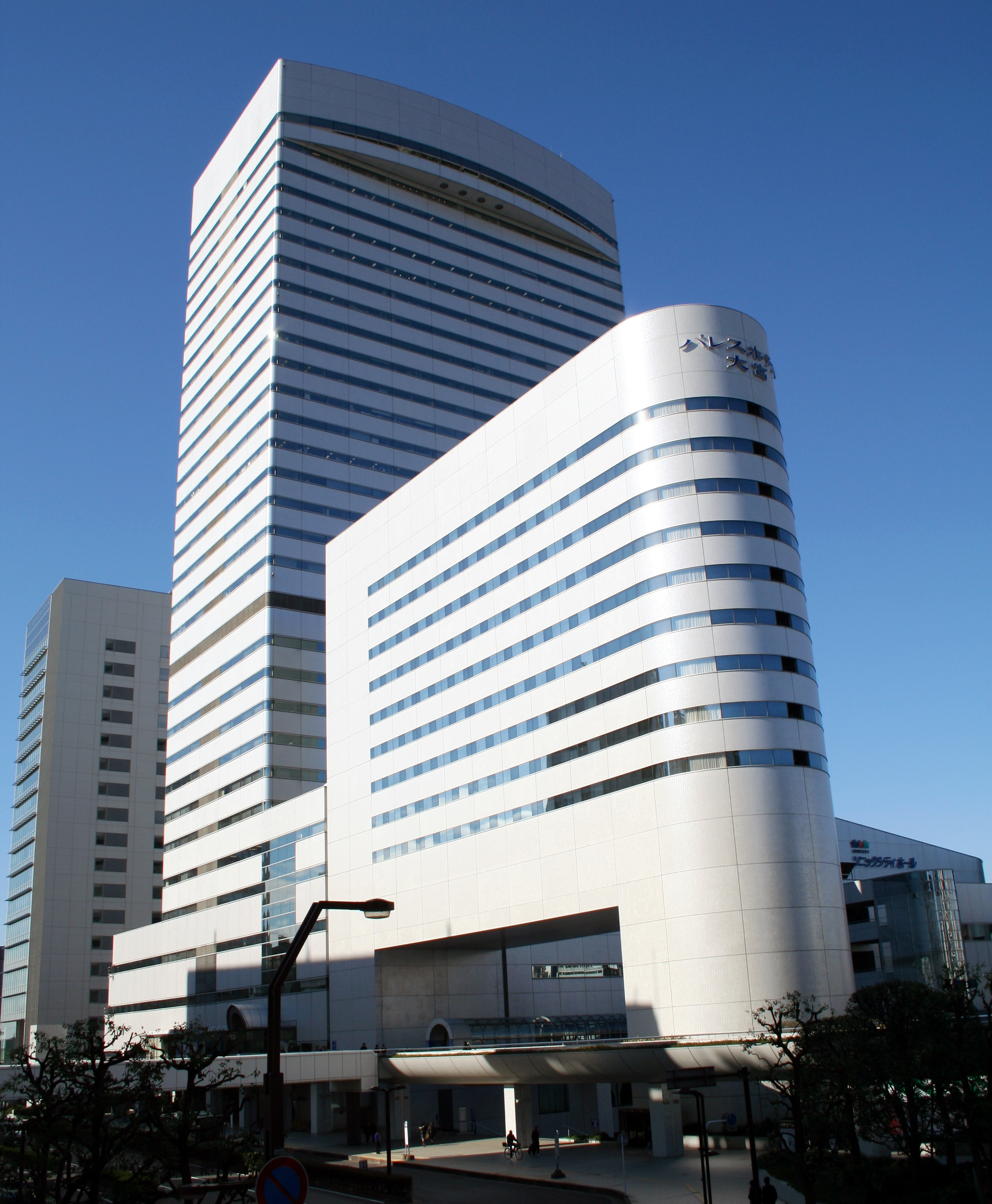
大宮ソニックシティ

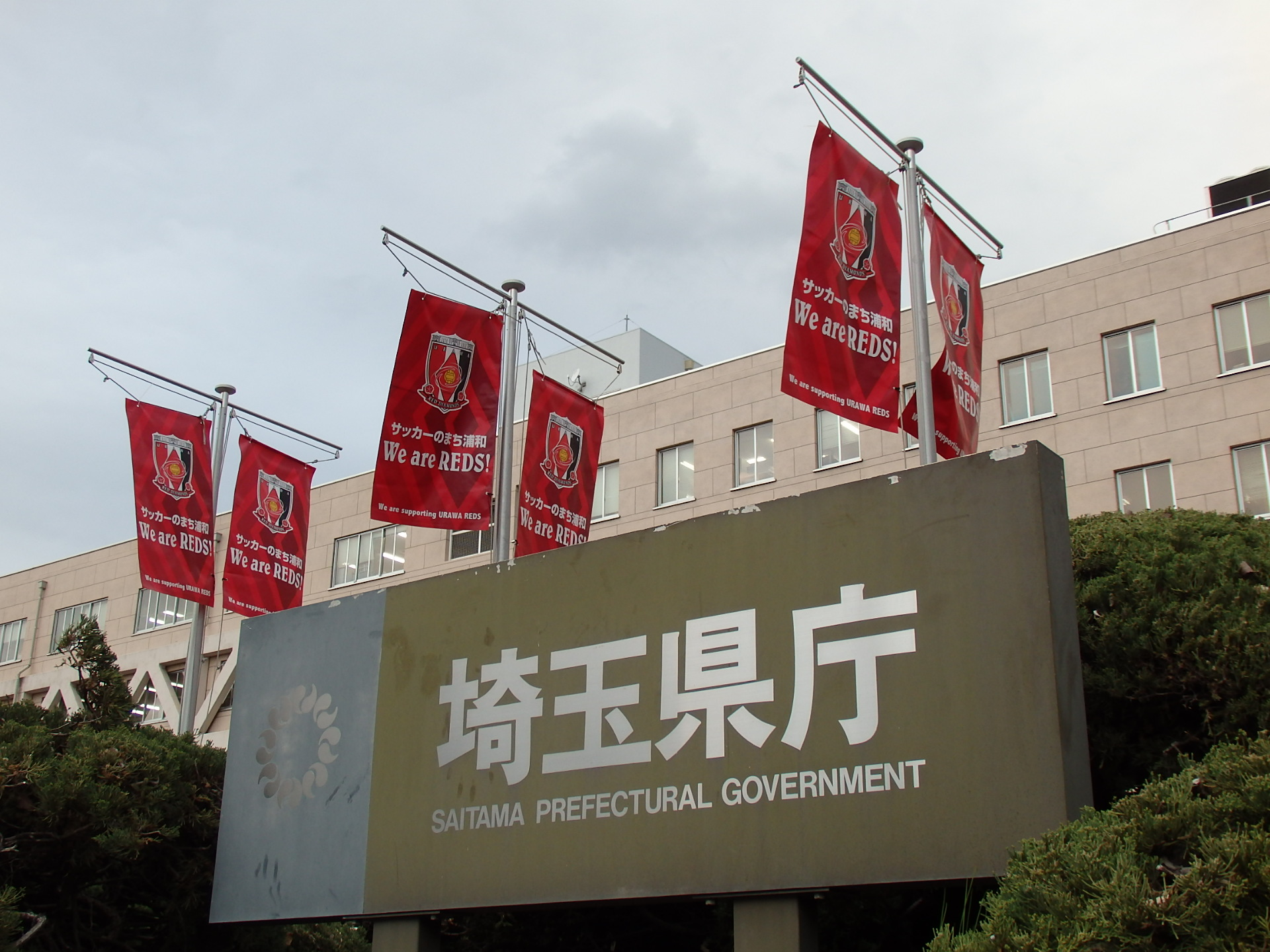
埼玉県庁

| 北区 - 埼玉県立職業能力開発センター - 埼玉県計量検定所 - 中央家畜保健衛生所 大宮区 - パスポートセンター - 競技事務所 - 母子福祉センター - 自動車税事務所 - 大宮公園事務所 中央区 - 埼玉県消防学校救急救命士養成課程（救急救命士養成所） - 埼玉県創業・ベンチャー支援センター - 埼玉県男女共同参画推進センター（WithYouさいたま） - 食肉衛生検査センター - 産学連携支援センター埼玉 桜区 - 企業局大久保浄水場 - 企業局水道整備事務所 - 埼玉県動物指導センター南支所 浦和区 - 埼玉県公安委員会 - 埼玉県教育委員会 - 埼玉県立文書館 - 埼玉県知事公館 - 埼玉県県民健康センター - 埼玉県危機管理防災センター - 県民生活部交通安全課交通事故相談所（埼玉県庁内） - 埼玉県浦和合同庁舎 - さいたま県税事務所（大宮県税事務所を浦和県税事務所に統合） - さいたま農林振興センター - 中央環境管理事務所 - 南部教育事務所 - 総合技術センター - 埼玉県企業局 - 埼玉県労働相談センター - 県営競技事務所 - 彩の国すこやかプラザ | 南区 - さいたま県土整備事務所 - 荒川左岸南部下水道事務所 - 別所沼会館ヘリテイジ浦和 - 防犯・交通安全課分室（ラムザタワー） 岩槻区 - 児童養護施設いわつき - 埼玉県土地開発公社（浦和区） - 埼玉県道路公社（浦和合同庁舎） - 埼玉県住宅供給公社（浦和区） - 埼玉県産業振興公社（大宮区） - 埼玉県下水道公社 （桜区） - 埼玉県警察本部（浦和区） - 浦和警察署（浦和区）：第一方面本部、さいたま市警察部、交通管制センターを併設 - 浦和西警察署（中央区） - 浦和東警察署（緑区） - 大宮警察署（大宮区）：鑑識科学捜査センターを併設 - 大宮西警察署（西区） - 大宮東警察署（見沼区） - 岩槻警察署（岩槻区・蓮田市も管轄する） その他主な警察施設 - 交通機動隊（西区） - 県警察学校（北区） - 高速道路交通警察隊岩槻分駐隊（岩槻区・東北自動車道岩槻インターチェンジ内） - 鉄道警察隊（大宮区・大宮駅西口） - 大宮駅派遣所 - さいたま新都心駅派遣所 - 浦和美園駅派遣所 - 機動センター（西区） - 少年サポートセンター（南区・ラムザタワー） - 犯被害者支援室（南区・ラムザタワー） - 再交付・国外運転免許センター（大宮区・ソニックシティ4階） - 運転管理課大宮分室（北区） - 岩槻高齢者講習センター（岩槻区） |

### 国の出先機関
中央省庁の関東地方を管轄する出先機関（地方支分部局）の多くが、中央区新都心（さいたま新都心）に集積している。
| - 人事院 - 関東事務局（新都心合同庁舎1号館） - 警察庁 - 関東管区警察局（新都心合同庁舎2号館） - 埼玉県情報通信部（浦和区） - 岩槻高速道路管理室（岩槻区） - 総務省 - 関東管区行政評価局（新都心合同庁舎1号館） - 法務省 - さいたま地方検察庁（浦和区） - さいたま区検察庁（浦和区） - 大宮区検察庁（大宮区） - さいたま地方法務局（中央区） - 浦和公証センター - 大宮公証センター - さいたま公安調査事務所（浦和区） - 東京矯正管区（新都心合同庁舎2号館） - 関東地方更生保護委員会（新都心合同庁舎2号館） - さいたま少年鑑別所（浦和区） - 川越少年刑務所さいたま拘置支所（浦和区） - さいたま保護観察所（浦和区） - 東京出入国在留管理局さいたま出張所（中央区） - 財務省 - 関東財務局（新都心合同庁舎1号館） - 関東信越国税局（新都心合同庁舎1号館） - 関東信越国税不服審判所（新都心合同庁舎1号館） - 浦和税務署（新都心合同庁舎1号館） - 大宮税務署（大宮区） - 東京税関埼玉方面事務所（浦和区） | - 厚生労働省 - 関東信越厚生局（新都心合同庁舎1号館・浦和区） - 埼玉労働局（明治安田生命さいたま新都心ビル） - 浦和公共職業安定所（ハローワーク浦和） - 大宮公共職業安定所（ハローワーク大宮） - さいたま労働基準監督署 - 国立武蔵野学院（緑区） - 農林水産省 - 関東農政局（新都心合同庁舎2号館） - 埼玉支局（新都心合同庁舎2号館） - 経済産業省 - 関東経済産業局（新都心合同庁舎1号館） - 関東東北産業保安監督部（新都心合同庁舎1号館） - 国土交通省 - 関東地方整備局（新都心合同庁舎2号館） - 大宮国道事務所 - 浦和出張所 - 大宮出張所 - 荒川上流河川事務所西浦和出張所 - 埼玉運輸支局（西区） - 環境省 - 関東地方環境事務所（明治安田生命さいたま新都心ビル） - 防衛省 - 北関東防衛局（新都心合同庁舎2号館） - 自衛隊埼玉地方協力本部（浦和地方合同庁舎） - 陸上自衛隊大宮駐屯地（北区） - 陸上自衛隊化学学校（大宮駐屯地） |

## 他の自治体との協力・交流

### 県庁・近隣市との広域行政
一部事務組合
- 埼玉県都市ボートレース企業団：飯能市、加須市、本庄市、東松山市、狭山市、春日部市、羽生市、鴻巣市、深谷市、上尾市、草加市、越谷市、入間市、朝霞市とともにボートレース戸田でのボートレースの開催に関する事務を共同で行っている。旧称は「埼玉県都市競艇組合」。
- 埼玉県浦和競馬組合：埼玉県とともに、浦和競馬場での競馬の開催に関する事務を共同で行っている。

事務委託
- 埼玉県立埼玉学園：児童自立支援施設の運営を埼玉県に委託している。

### 県外自治体
友好都市として、福島県南会津町、新潟県南魚沼市、群馬県みなかみ町、千葉県鴨川市と交流している（2023年時点）。
- 福島県南会津郡南会津町
  - 1975年11月4日、旧浦和市が旧南郷村と姉妹都市提携
  - 1982年10月23日、旧大宮市が旧舘岩村と友好都市提携
- 新潟県南魚沼市
  - 1988年10月31日、旧与野市が旧南魚沼郡六日町と友好都市提携
- 群馬県利根郡みなかみ町
  - 2004年12月20日、旧新治村と友好都市提携
- 千葉県鴨川市
  - 2004年12月20日、安房郡天津小湊町（当時）と友好都市提携

上記自治体には以下の運営施設がある。
- さいたま市立舘岩少年自然の家（南会津町）
- ホテル南郷・さゆり荘（南会津町）
- 新治ファミリーランド（みなかみ町）

千葉県南房総市とは2008年3月31日をもって友好都市提携を解消した（友好関係は継続）。旧岩槻市が1981年11月26日、安房郡旧千倉町と友好都市提携した。
このほか、大宮駅を通る北陸新幹線の延伸先である福井県と、相互発展に向けた連携協定を2023年12月25日に締結した。

### 海外の姉妹・友好都市
2023年時点で以下の6都市。
- メキシコ トルーカ（メヒコ州）
  - 1979年10月2日、姉妹都市提携（旧・浦和市）
- 中華人民共和国 鄭州市（河南省）
  - 1981年10月12日、友好都市提携（旧・浦和市）
- ニュージーランド ハミルトン（ワイカト地方）
  - 1984年5月14日、姉妹都市提携（旧・浦和市）
- アメリカ合衆国 リッチモンド (バージニア州)
  - 1994年6月16日、姉妹都市提携（旧・浦和市）
- カナダ ナナイモ（ブリティッシュ・コロンビア州）
  - 1996年9月25日、国際友好都市提携（旧・岩槻市）
- アメリカ合衆国 ピッツバーグ（ペンシルベニア州）
  - 1998年5月5日、姉妹都市提携（旧・大宮市）

## 司法

### 裁判所
- さいたま地方裁判所
- さいたま家庭裁判所
- さいたま簡易裁判所
- 大宮簡易裁判所

## 経済

### 概要
さいたま市の市内総生産額は4兆6,760億円（2020年度）、製造品出荷額等は8,277億円（2020年）、年間商品販売額は5兆2,218億円（2021年） である。製造業の従業者数（2020年）、商業の事業所数及び従業者数（2021年）は県内1位である。

### 産業構成

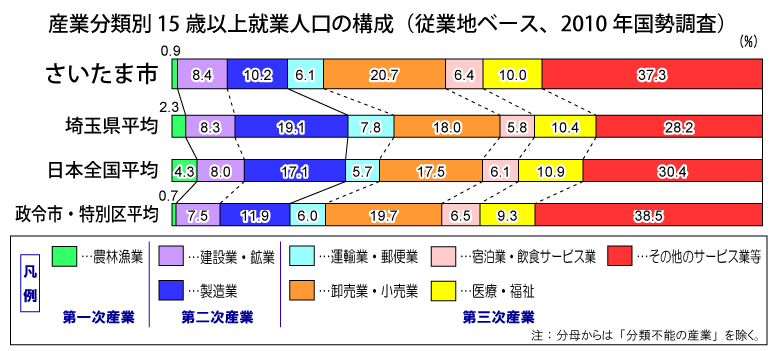
さいたま市と埼玉県、日本全国、政令市・特別区部平均の従業人口ベースの産業構成。

さいたま市では、従業者の80%以上が商業・サービス業などの第三次産業に従事している。この構成割合は、政令市および東京特別区部全体とほぼ同様である。埼玉県全体や日本全国と比べると、製造業の構成割合が小さく、サービス業の構成割合が大きい。市街地にはテクノシティ浦和などのデータセンター、郊外には岩槻工業団地、吉野原工業団地などの物流拠点が所在する。
経済団体
- さいたま商工会議所
- 埼玉経済同友会（事務局）[135]

### 主な企業
- ※本社を構える企業についてはCategory:さいたま市の企業も参照。

金融機関（銀行）

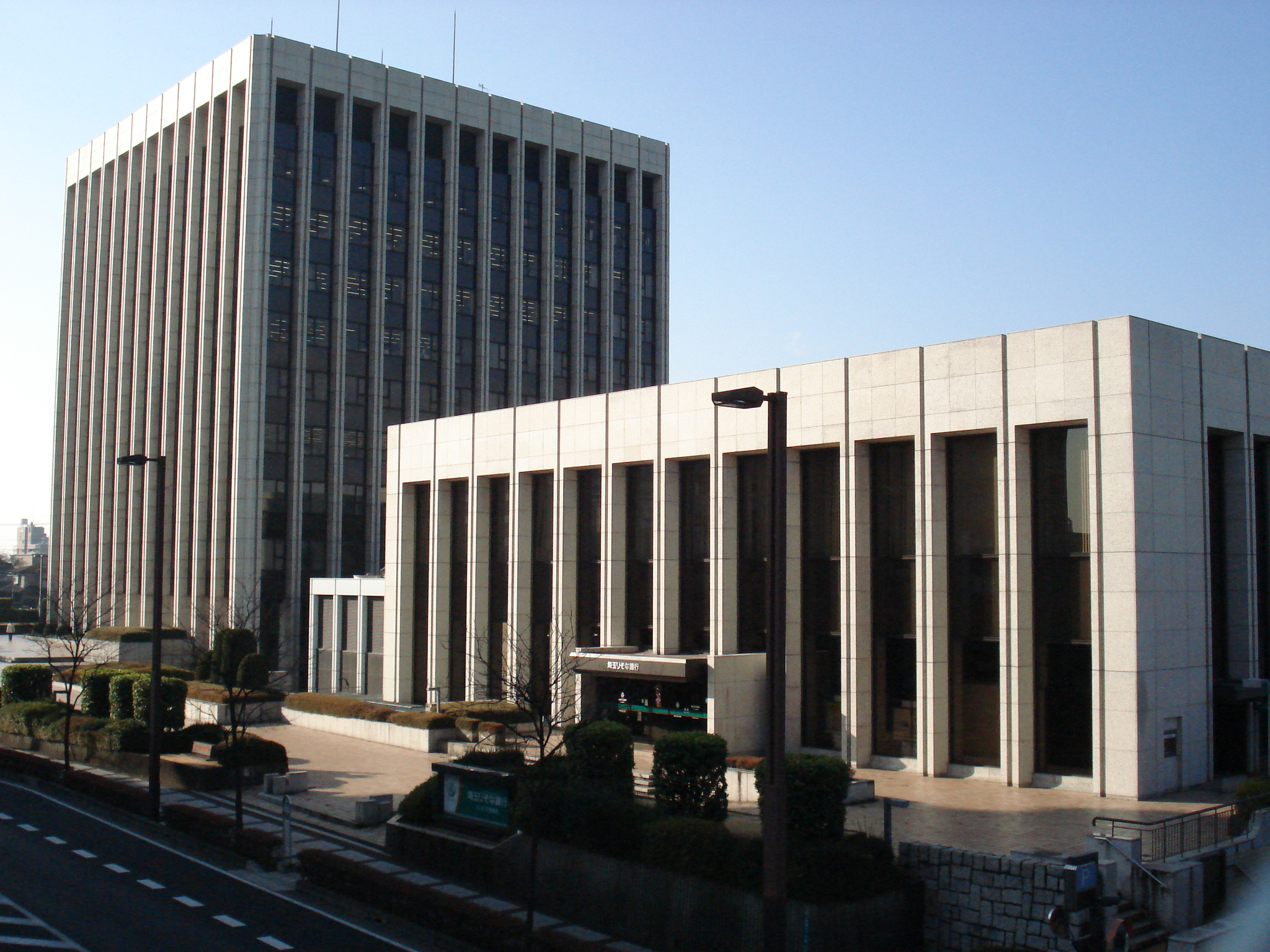
埼玉りそな銀行本部

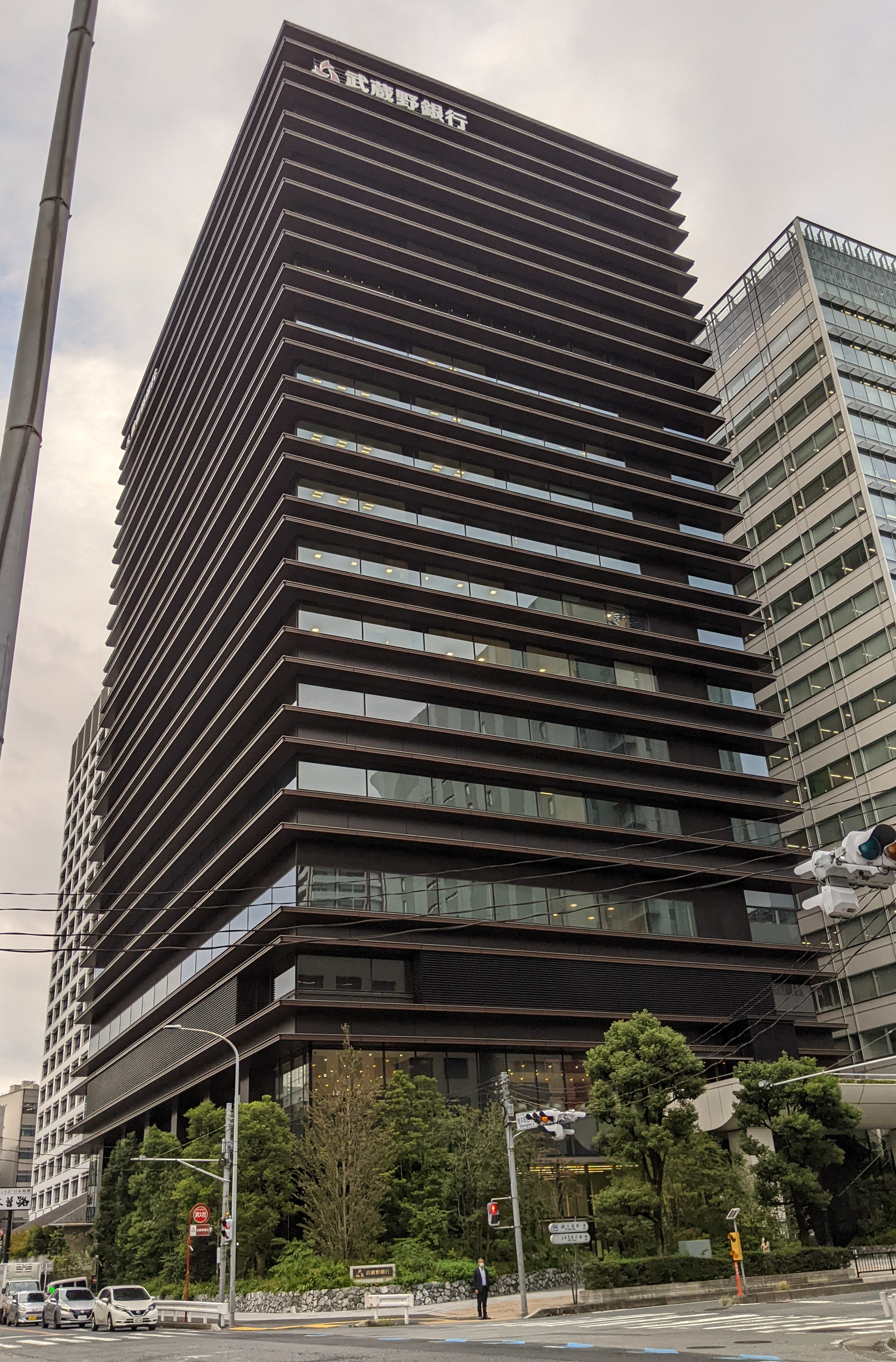
武蔵野銀行本店

- 埼玉りそな銀行（さいたま市の指定金融機関）本店 他
- 武蔵野銀行（さいたま市の指定代理金融機関）本店 他
- 三菱UFJ銀行浦和支店、大宮支店、南浦和支店、
- 三井住友銀行浦和支店、大宮支店、武蔵浦和支店
- みずほ銀行浦和支店、大宮支店、武蔵浦和支店、南浦和支店
- 東京スター銀行浦和支店、大宮支店
- 群馬銀行浦和支店、大宮支店、与野支店、武蔵浦和支店
- 足利銀行浦和支店、大宮支店
- 東和銀行浦和支店、大宮支店
- 常陽銀行さいたま支店（足利銀行大宮支店内に併設）

金融機関（金庫）
- 中央労働金庫さいたま支店、大宮支店
- 埼玉縣信用金庫
- 川口信用金庫
- 青木信用金庫
- 飯能信用金庫

本社を置く主な企業

| - アイダ設計（大宮区） - 朝日カーメンテナンス（北区） - 亜細亜堂（中央区） - むさし証券（大宮区） - アッシュプロダクション（緑区） - アライヘルメット（大宮区） - 安楽亭（中央区） - 伊藤製パン（岩槻区） - ウォータースタンド（大宮区） - 内木酒造（桜区） - 栄光ゼミナール（南区） - AGS（浦和区） - エーシーテクノサンヨー（北区） - エコ計画（浦和区） - SPDセキュリA（浦和区） - エフエムナックファイブ（大宮区） - RB大宮〈大宮アルディージャ〉（大宮区） - NTT東日本-関信越（浦和区） - 大瀧酒造（見沼区） - オリジン（中央区・桜区） | - 尾張屋（浦和区） - カシュー（北区） - 関東自動車（浦和区） - かんなん丸（南区） - 国大セミナー（浦和区） - ゴルフ・ドゥ（中央区） - サイサン（大宮区） - 埼玉高速鉄道（緑区） - 埼玉交通（南区） - 埼玉ダイハツ販売（南区） - ジーテクト（大宮区） - システムインテグレータ（中央区） - 島忠（中央区） - しまむら（大宮区） - スクール21（中央区） - 須原屋（浦和区） - スミダ工業（浦和区） - セレモニー（浦和区） | - 第一倉庫冷蔵（南区） - 大和観光自動車（北区） - 埼英スクール（北区） - 高田製薬（南区） - タムロン（見沼区） - テイシン警備（南区） - テレビ埼玉（浦和区） - でんきち（中央区） - 東武デリバリー（緑区） - 浦和レッドダイヤモンズ（緑区） - トミゼンフーヅ（南区） - とんでん（南区）※登記上の本店は北海道恵庭市 - ナンブ（浦和区） - 日新火災海上保険（浦和区） - 日特エンジニアリング（大宮区） - 日本ピストンリング（中央区） - NEWSエンターテインメント（浦和区） - ハイデイ日高（大宮区） | - パシフィックシステム（桜区） - ハッピースマイル（西区） - ビバホーム（浦和区） - ファインケア（南区） - フォルシアクラリオン・エレクトロニクス（中央区） - 富士薬品（大宮区） - ベルニクス（南区） - 北辰商事（桜区） - ボックスグループ（南区） - マミーマート（北区） - マレリ（北区） - メディカル・ケア・サービス（中央区） - 遊楽（浦和区） - ユーディケー（浦和区） - 与野フードセンター（中央区） - リズム（大宮区） - りそな総合研究所（浦和区） - りそな保証（浦和区） |

研究所など
- 三菱マテリアル総合事務所（大宮区）
- ロッテ中央研究所・浦和工場（南区）
- ADEKA浦和開発研究所（南区）
- 大正製薬総合研究所・大宮工場（北区）
- コニシ浦和研究所・基礎研究所（桜区）

特殊法人
- 日本年金機構北関東・信越ブロック本部（浦和区）
  - 浦和年金事務所（浦和区）
  - 大宮年金事務所（北区）
- NTT東日本埼玉支店（浦和区）
- 日本たばこ産業株式会社北関東支社（大宮区）
- 商工組合中央金庫さいたま支店（浦和区）
- 日本政策金融公庫さいたま支店（大宮区）、浦和支店（浦和区）
- 日本郵便株式会社関東支社（中央区）

独立行政法人
- 国際交流基金日本語国際センター（浦和区）
- 自動車事故対策機構埼玉支所（浦和区）
- 労働者健康福祉機構埼玉産業保健推進センター（浦和区）
- 都市再生機構埼玉地域支社（南区）
- 水資源機構本部（中央区）
  - 総合技術センター（桜区）
- 造幣局さいたま支局（大宮区）
- 農林水産消費安全技術センター（中央区）

独立行政法人（国立研究開発法人）
- 農業・食品産業技術総合研究機構農業技術革新工学研究センター（北区）

組合企業
- 全国生活協同組合連合会（大宮区）
- 全国労働者共済生活協同組合連合会（中央区）
- 埼玉県医師信用組合（浦和区）
- さいたま農業協同組合（見沼区）
- 生活協同組合コープみらい（南区）

### 主な商業施設
- 髙島屋大宮店
- そごう大宮店
- 大宮門街
- 大宮アルシェ
- ルミネ大宮店
- エキュート大宮
- 大宮駅西口DOMショッピングセンター
  - 丸井大宮店

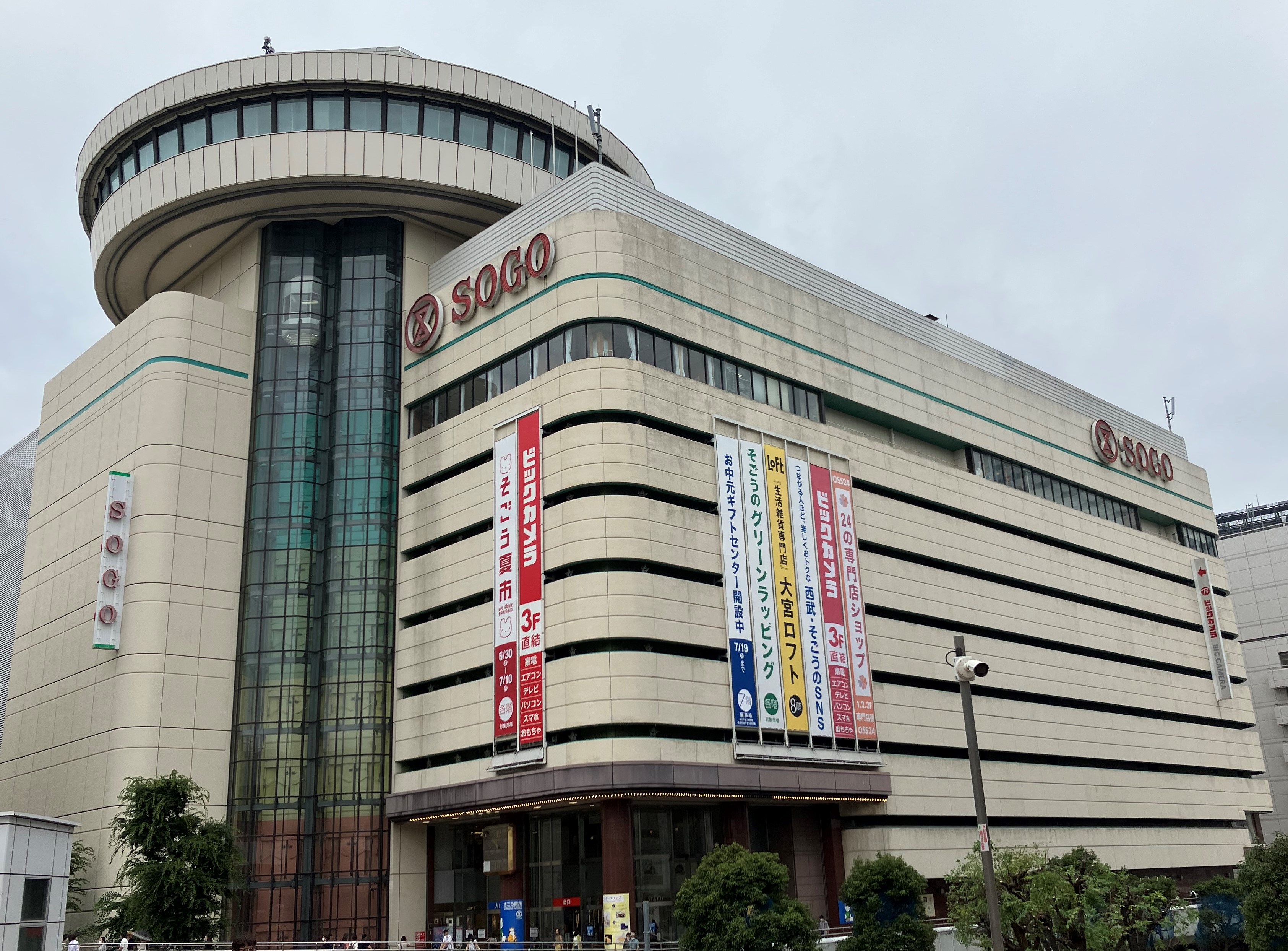
そごう大宮店

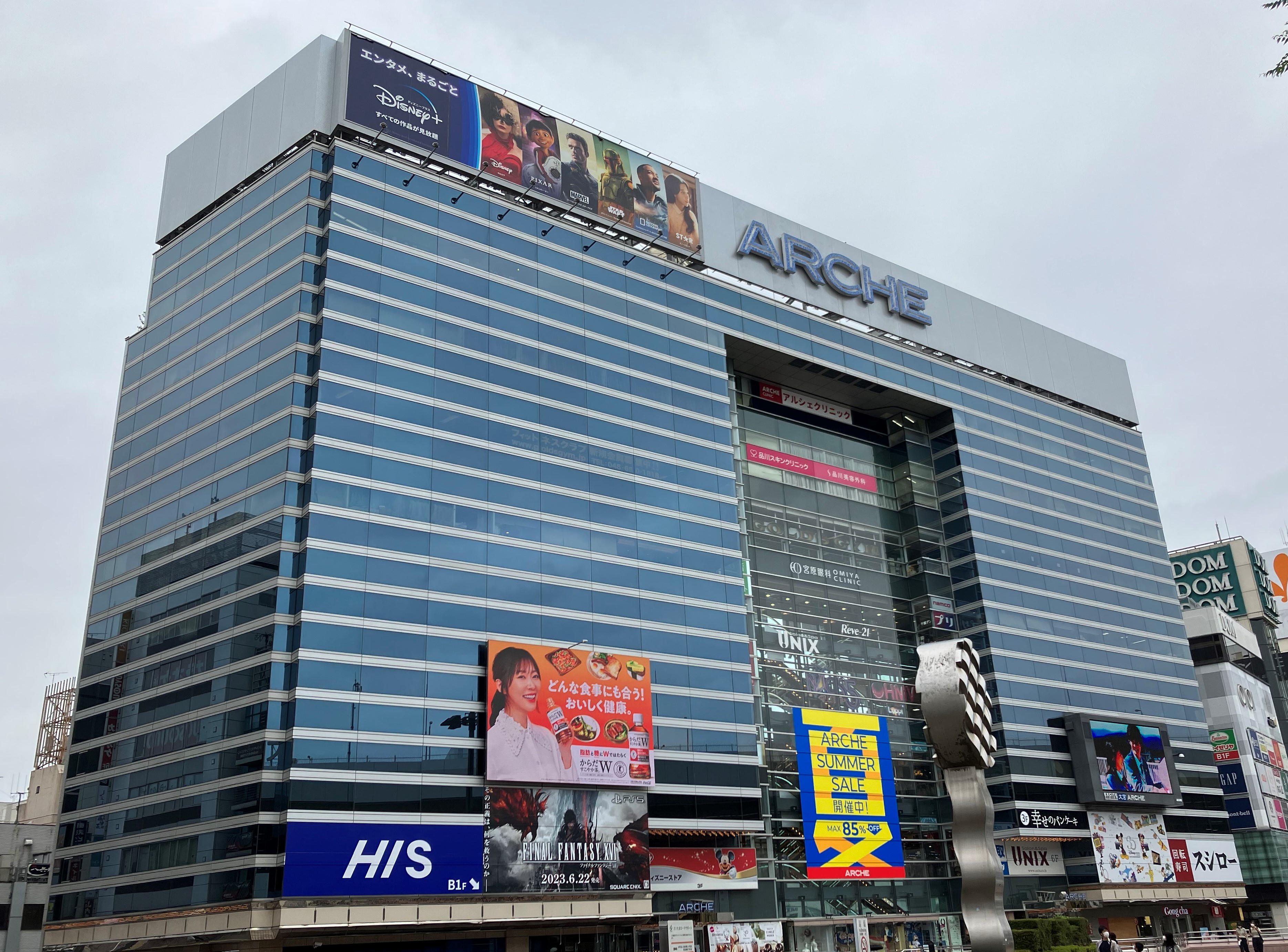
大宮アルシェ

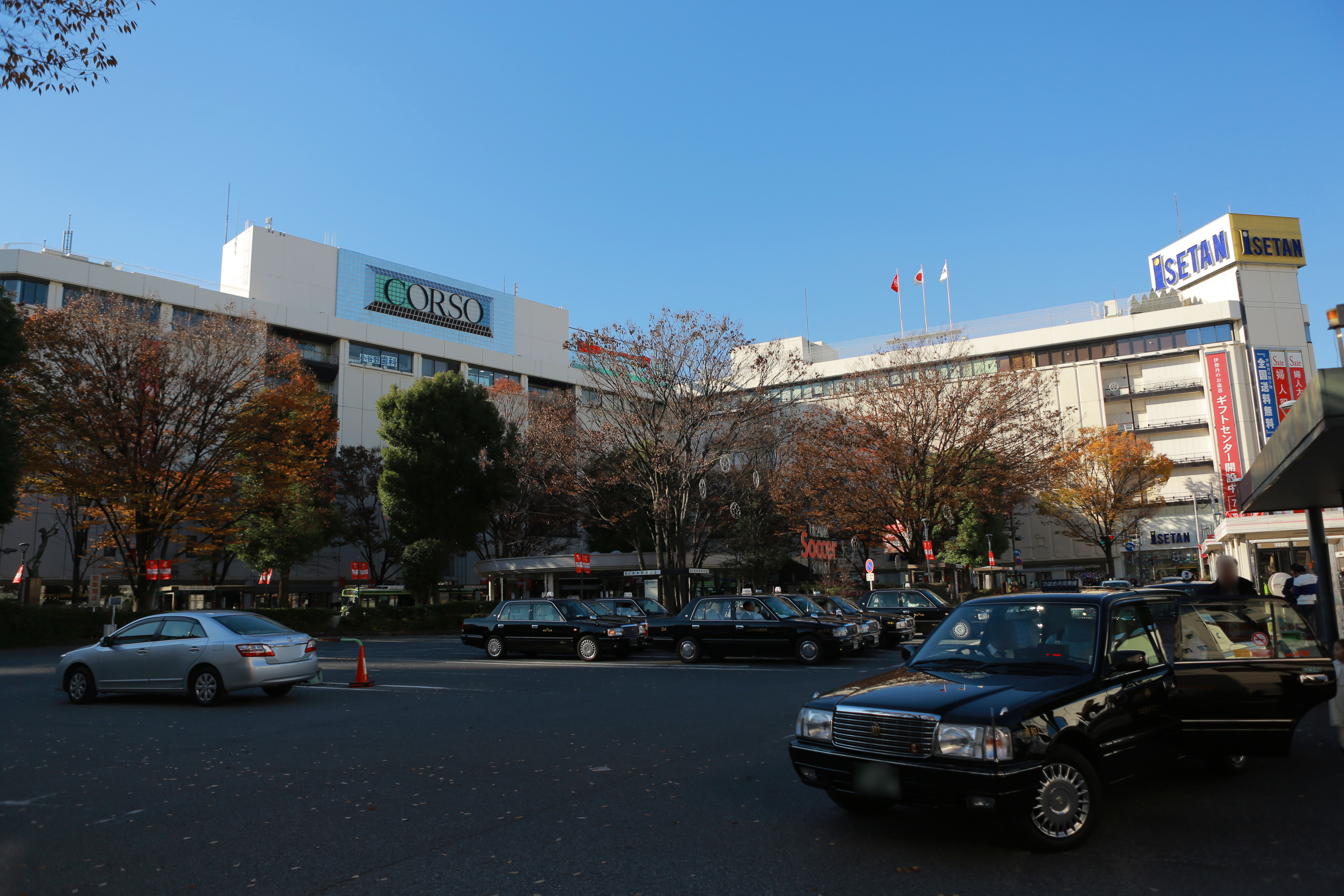
伊勢丹浦和店

  - イオンスタイル大宮西口駅前 - ※2025年1月31日に閉店したダイエー大宮店をイオンリテールに移管して、同年6月4日に営業開始。
  - ハンズ大宮店
- ステラタウン
- コクーンシティ
- 伊勢丹浦和店
- 浦和コルソ
- 浦和パルコ
- アトレ浦和
- 丸広百貨店南浦和店
- ビバモールさいたま新都心
- イオンモール与野
- イオンモール浦和美園
- イオン大宮店
- イオン大宮西店 - ※2024年10月31日に閉店（建替して営業再開する予定）
- ウニクス浦和美園
- ドン・キホーテ（大宮東口店、大宮店、MEGAドン・キホーテ浦和原山店、与野店、MEGAドン・キホーテ武蔵浦和店）

### 主なホテル
- ロイヤルパインズホテル浦和
- 浦和ワシントンホテル
- パレスホテル大宮
- THE MARK GRAND HOTEL（旧：かんぽの宿 ラフレさいたま）
- ホテルメトロポリタンさいたま新都心
- JR東日本ホテルメッツ 浦和
- 与野第一ホテル
- 東横INN（さいたま新都心、大宮駅東口、浦和美園駅東口、さいたま岩槻駅前）
- ホテル ブリランテ武蔵野
- アパホテル〈さいたま新都心駅北〉

### マスメディア

#### 新聞社
地元の地方紙『埼玉新聞』を発行する埼玉新聞社の本社が北区吉野町にある。県庁所在地であるため、各全国紙の支局を置いている。

#### 放送
テレビ放送局
- テレビ埼玉

FMラジオ局
- NHKさいたま放送局
- NACK5

コミュニティFM局
- CityFMさいたま（REDS WAVE）

ケーブルテレビ
- ジェイコム埼玉・東日本
  - J:COM さいたま（ただし、岩槻区はJ:COM 越谷・春日部の管轄エリア）

### 郵便
- 2003年4月1日の政令指定都市移行時に集配郵便局及び郵便番号の上5桁を9つの行政区毎に一致させるために集配郵便局と郵便区の再編が行われた。以下に各局の所在地と管轄地域を記す。
  - さいたま中央郵便局（南区）：南区・緑区
  - さいたま新都心郵便局（中央区）：浦和区、大宮区、中央区、桜区
  - 大宮郵便局（北区）： 自局内と見沼区
  - 大宮西郵便局（北区）：西区、北区（大宮郵便局内を除く）
  - 岩槻郵便局（岩槻区）：岩槻区
  - 与野郵便局（中央区）：かつて新都心を除く中央区を管轄していた。2012年に集配業務をさいたま新都心郵便局に移管し、無集配郵便局となった。
  - 新岩槻郵便局（岩槻区、地域区分局専門局）

## 医療機関

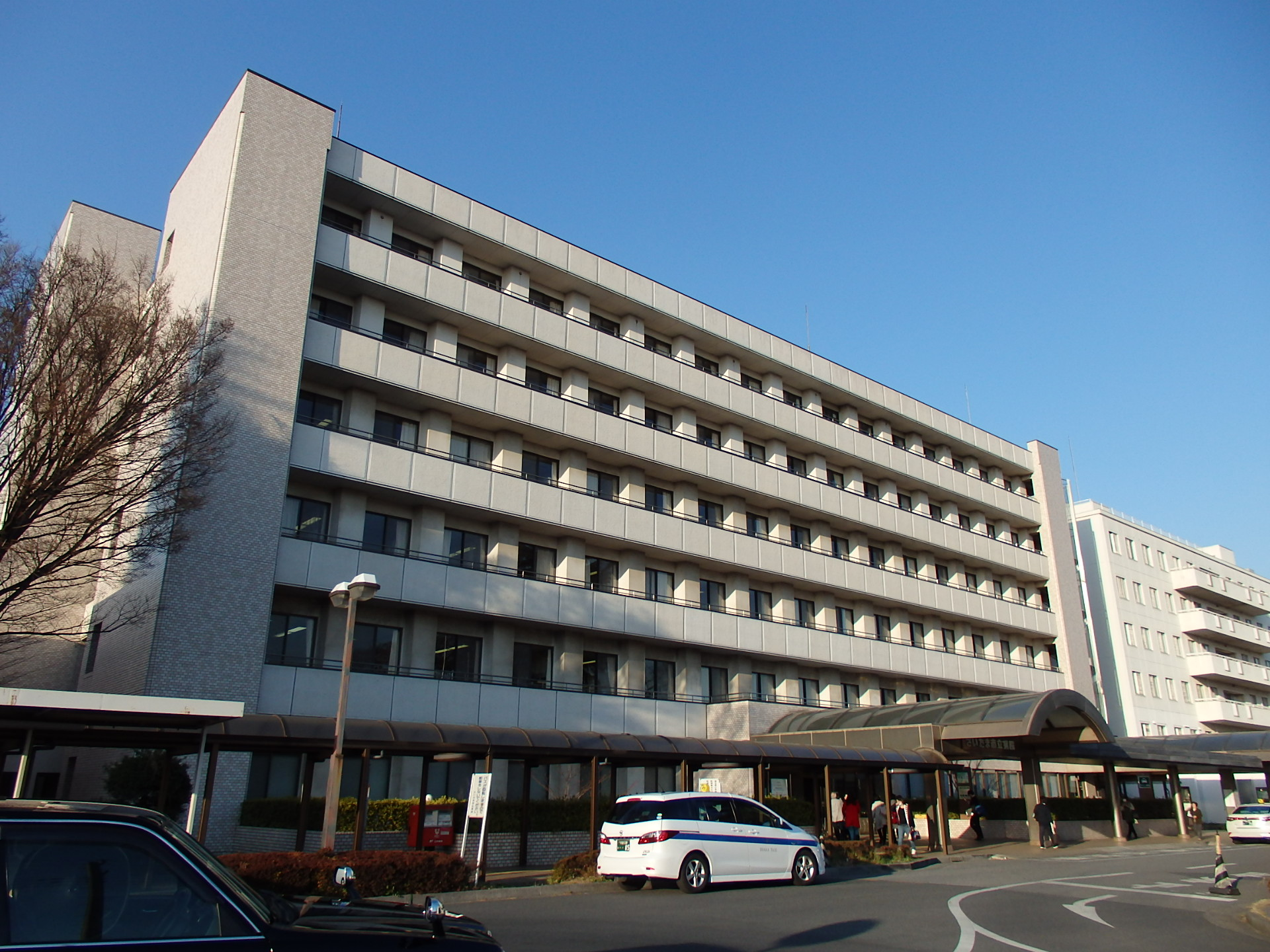
さいたま市立病院

さいたま市は、1市で1つの二次医療圏（さいたま保健医療圏）を構成する。
- さいたま市立病院（緑区）
- さいたま市民医療センター（西区）
- JCHO埼玉メディカルセンター（浦和区）
- さいたま赤十字病院・埼玉県立小児医療センター（中央区）
- 自治医科大学附属さいたま医療センター（大宮区）
- JCHOさいたま北部医療センター（北区）

医師会
- 埼玉県医師会
  - 埼玉県医師信用組合
- 埼玉県歯科医師会
- 埼玉県薬剤師会
- 浦和医師会
- 大宮医師会
- さいたま市与野医師会
- 岩槻医師会

日本赤十字社
- 日本赤十字社埼玉県支部

## 教育機関

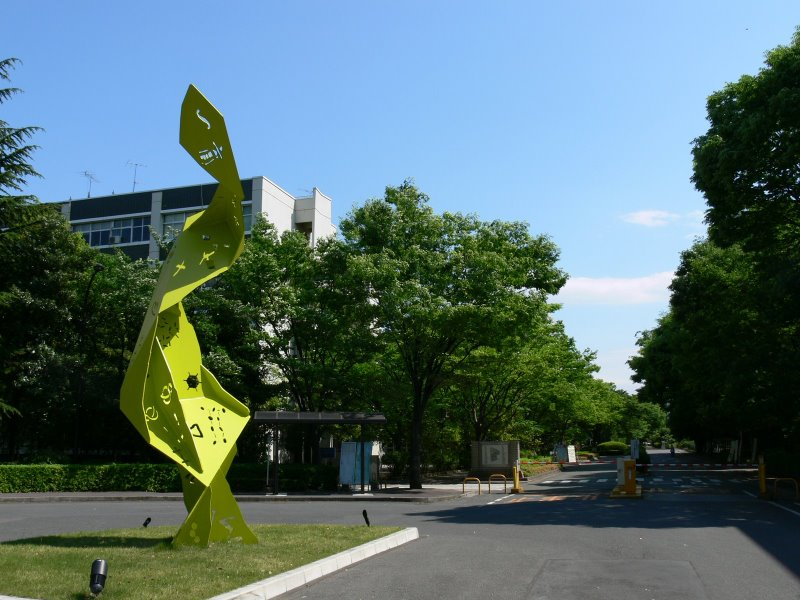
埼玉大学

小中学校および高等学校、特別支援学校等はCategory:さいたま市の学校を参照。
大学
国立大学法人
- 埼玉大学（桜区）

私立
- 慶應義塾大学薬学部浦和共立キャンパス（緑区、学部内のクラブ活動や学生の研修などのみに使われている。キャンパス内に附属薬用植物園がある）
- 芝浦工業大学大宮キャンパス（見沼区、工学部およびデザイン工学部1・2年生、システム理工学部全学年）
- 浦和大学（緑区）
- 目白大学さいたま岩槻キャンパス（岩槻区、キャンパス内に目白大学耳科学研究所クリニックがある）
- 日本大学法学部大宮グラウンド（見沼区、旧称は「大宮キャンパス」。2009年3月に体育実技科目の一部を残して当キャンパスでの授業を廃止。グラウンドのみが使われている。また、緊急災害対策派遣隊（TEC-FORCE）の活動拠点としても使用される）
- 人間総合科学大学岩槻キャンパス・蓮田キャンパス（岩槻区、本部である蓮田キャンパスの所在地は、岩槻区内に属している）
- 日本赤十字看護大学さいたま看護学部大宮キャンパス（中央区）
- 放送大学埼玉学習センター（大宮区）
- 国際学院埼玉短期大学（大宮区）

## 文化施設

### ホール
- 埼玉会館（浦和区）
- さいたま市文化センター（南区）

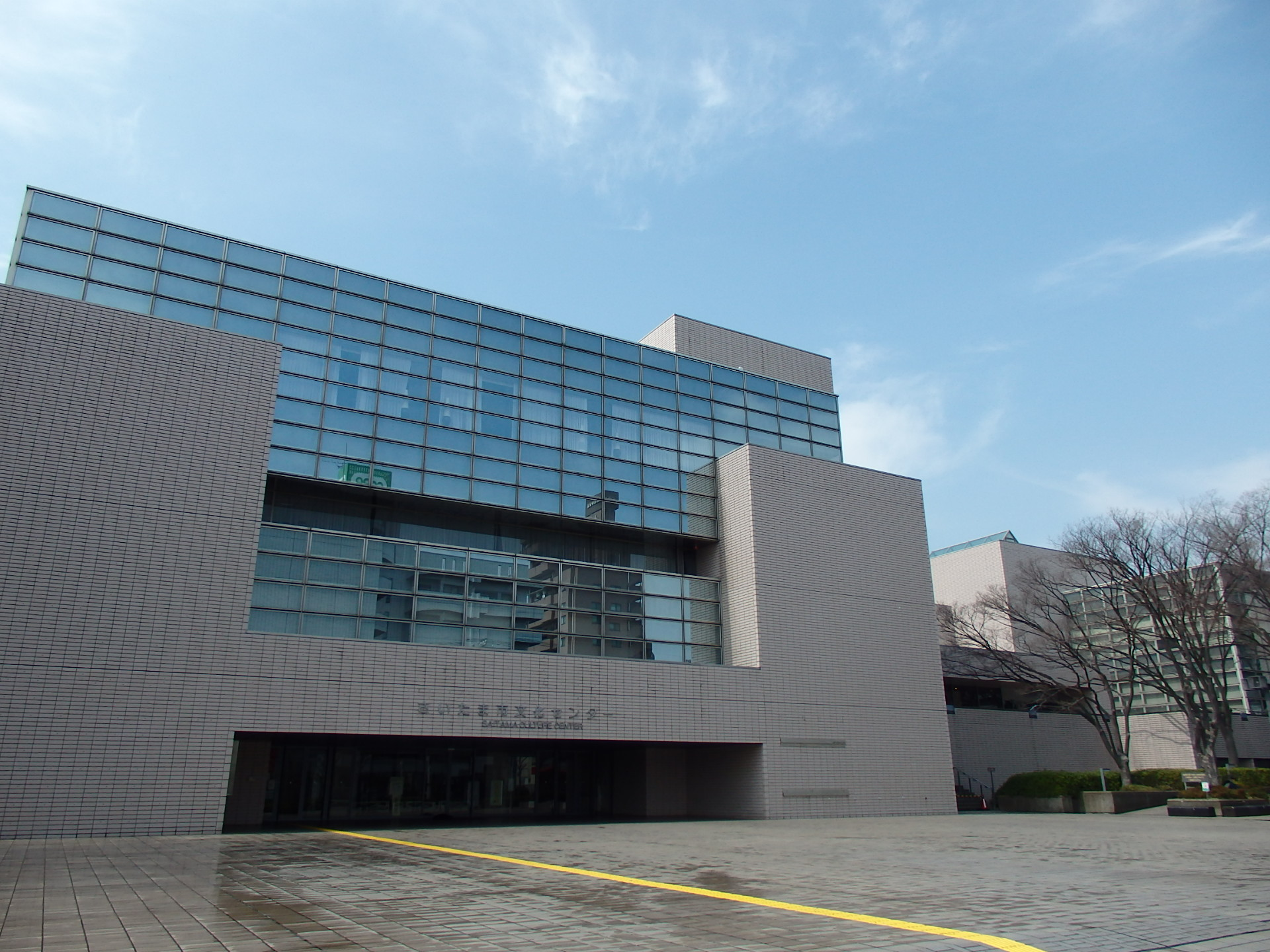
さいたま市文化センター

- さいたま市民会館うらわ（浦和区、一時閉館中）
- プラザウエスト （桜区）
- さいたま市民会館おおみや（大宮区、通称は「RaiBoC Hall（レイボックホール）」）
- ソニックシティホール（大宮区）
- プラザノースホール（北区）
- 彩の国さいたま芸術劇場 （中央区）
- さいたまスーパーアリーナ（中央区）
- さいたま市民会館いわつき（岩槻区）

## スポーツ

### サッカー

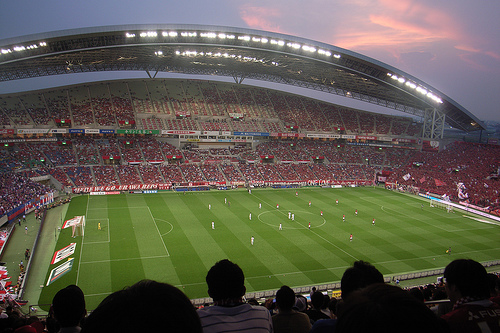
埼玉スタジアム

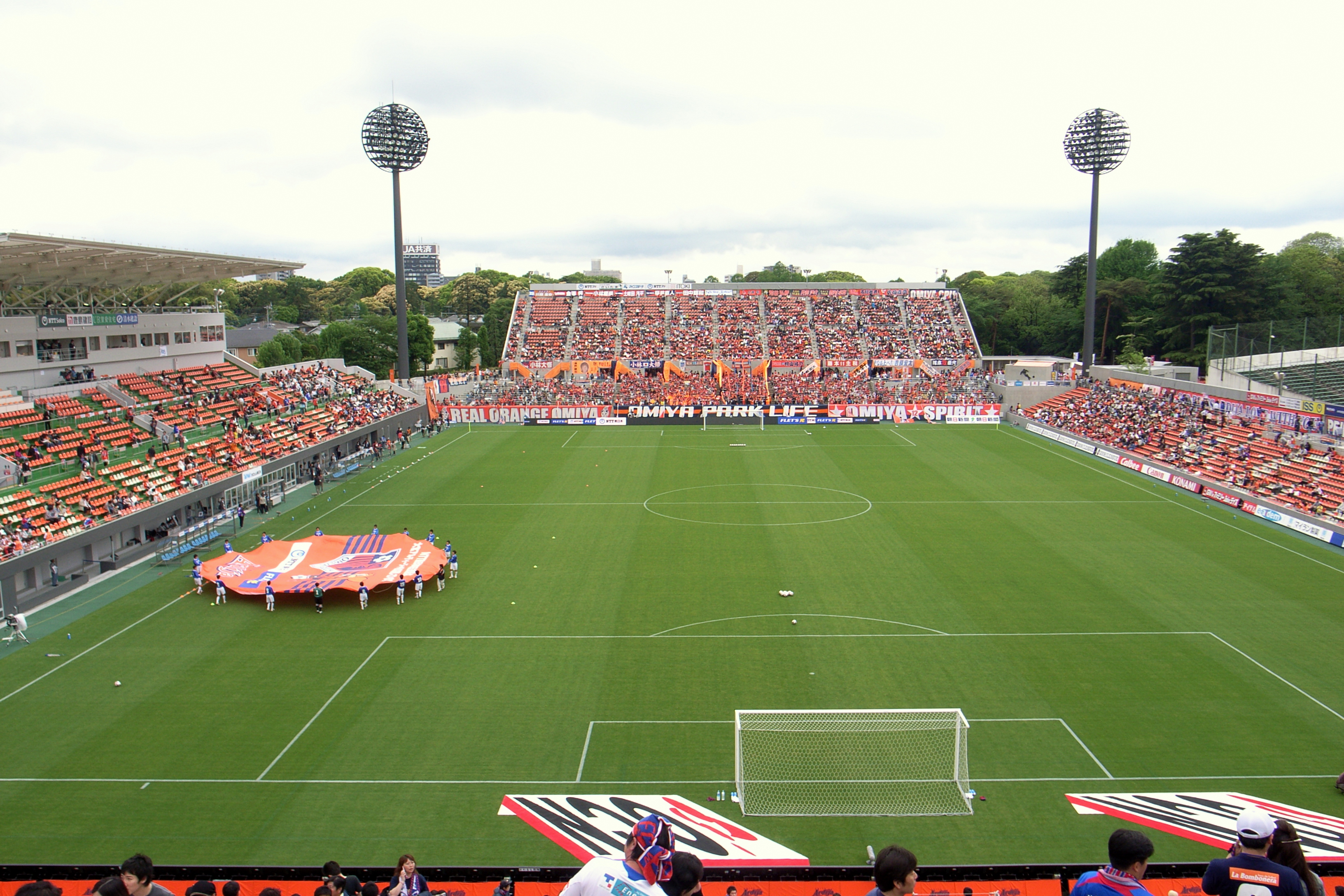
NACK5スタジアム大宮

さいたま市は、旧浦和市域を中心としてサッカーが盛んな街でもある。現在のさいたま市役所付近に置かれた埼玉師範学校（後の埼玉大学教育学部）が1937年の全国中等学校蹴球大会（後の全国高等学校サッカー選手権大会）で初優勝し、初めて優勝旗が箱根の山を越えた（かつては近畿地方で全国大会が開かれていたため）。以来、1950年代から1970年代にかけて浦和高校・浦和西高校・浦和市立高校・浦和南高校が次々と全国制覇し、「浦和を制する者は全国を制する」と言われた。また、静岡県や広島県と共に「サッカー御三家」と称された。
2025年時点で、さいたま市内を本拠地とするプロサッカークラブとして、男子はJ1に所属する浦和レッズ、J2に所属するRB大宮アルディージャ、女子はいずれもWEリーグに所属する三菱重工浦和レッズレディース、大宮アルディージャVENTUSがある。特に三菱重工業サッカー部を前身とする浦和レッズは、AFCチャンピオンズリーグで3度優勝（大会最多）した強豪クラブとなっている。浦和レッズと大宮アルディージャとの試合は「さいたまダービー」と呼ばれ、三菱重工浦和レッズレディースと大宮アルディージャVENTUSとの試合も「さいたまダービー」と呼ばれる。また、J1規格以上のサッカースタジアムが3つある都市はさいたま市だけとなっている。
2002年には、FIFAワールドカップの埼玉会場として、日本代表の初戦や準決勝戦など4試合が緑区の埼玉スタジアム2002で行われた。2020年東京オリンピックでは、男子は準決勝戦や3位決定戦など7試合、女子は準々決勝戦など4試合が当地にて行われた。
- 日本プロサッカーリーグ（Jリーグ）
  - 浦和レッズ
  - RB大宮アルディージャ
- 日本女子プロサッカーリーグ（WEリーグ）
  - 三菱重工浦和レッズレディース
  - 大宮アルディージャVENTUS
- 関東サッカーリーグ
  - さいたまサッカークラブ（関東サッカーリーグ1部所属）
  - 与野蹴魂会（関東サッカーリーグ2部所属）
- 埼玉県社会人サッカーリーグ
  - 浦和レッドダイヤモンズ・アマチュア（2部所属）
- 埼玉県女子サッカーリーグ
  - 浦和本太レディースFC（なでしこリーグ参入を目指す女子サッカークラブ）

### 野球

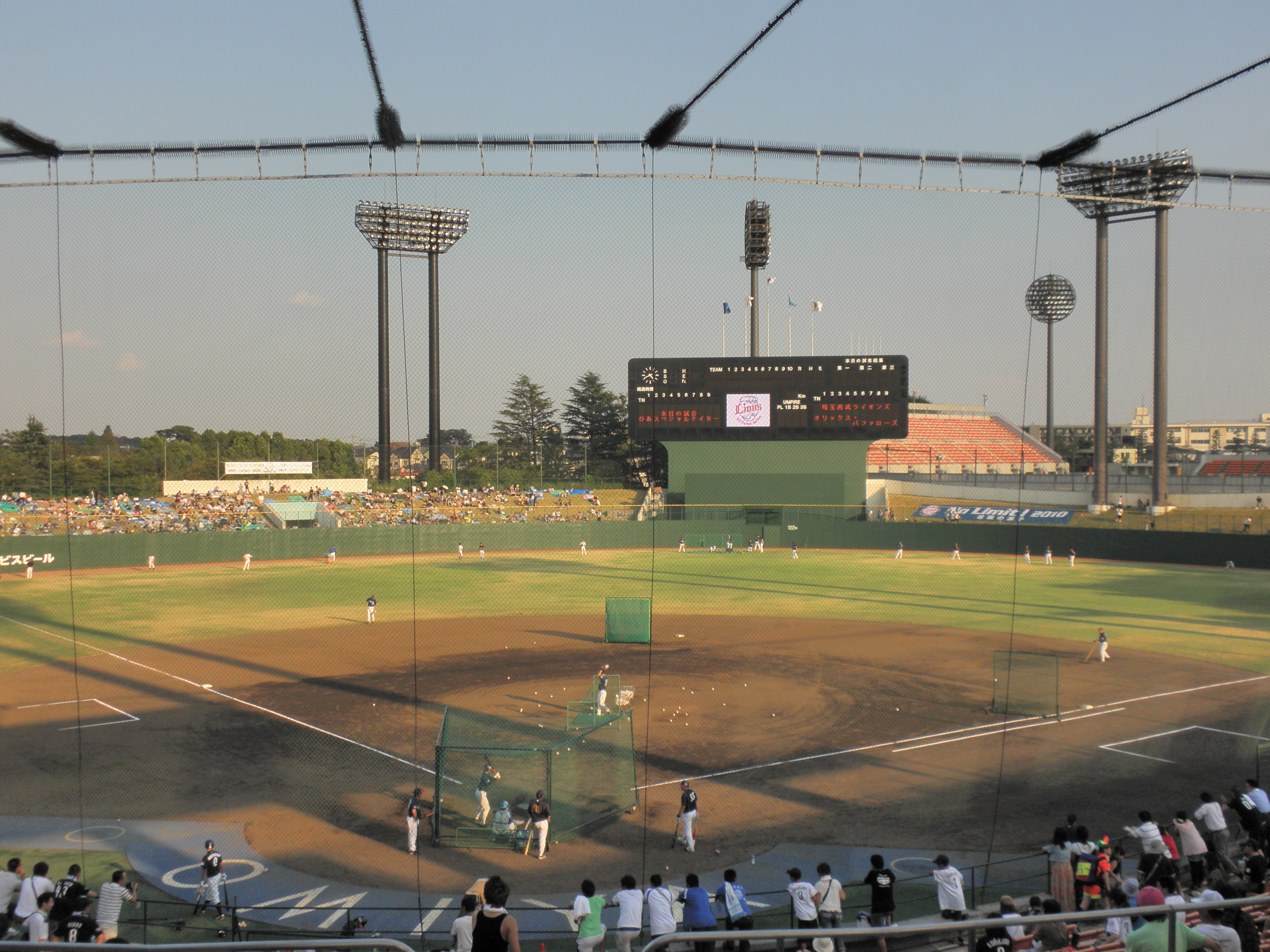
県営大宮球場

市内では野球も盛んであり、県営・市営あわせ4つの野球場が所在する。高校野球においては、選抜高校野球大会に11回、全国高校野球選手権に15回出場し、県内最多（合計26回）の甲子園大会出場回数の浦和学院高校が所在しており、2013年に浦和学院高校が、1968年に大宮工業高校が選抜高校野球大会で全国優勝を果たしている。
社会人野球においても、実業団チームでは日本通運が浦和市時代から都市対抗野球大会に48回、日本選手権に23回出場しており、1964年に埼玉県勢初の都市対抗野球大会優勝を果たし、1994年には日本選手権に優勝を果たすなど南関東エリアの強豪として知られている。また、クラブチームでは全浦和野球団が全日本クラブ野球選手権大会に1976年の第1回大会から3連覇を果たしている。戦前は大宮町に本拠に置いた「全大宮」が1932年から都市対抗野球大会に5年連続で出場し、1935年・1936年と二年連続で準決勝に進出する活躍をした。
- 日本野球機構（参考：日本のプロ野球）
  - パシフィック・リーグ
    - 埼玉西武ライオンズ（2008年より県営大宮球場が準本拠地）

  - イースタン・リーグ-下記の2チームは本拠地を地域内に置いている。
    - 千葉ロッテマリーンズ
    - 東京ヤクルトスワローズ（戸田市との広域フランチャイズ）
- 日本野球連盟（社会人野球）
  - 日本通運
  - 深谷組
  - 全浦和野球団

### バスケットボール
バスケットボールについては、B3リーグ所属のさいたまブロンコスのホームタウンである他、2006年8月26日から9月3日まで、FIBAバスケットボール世界選手権のファイナルラウンド、2021年7月24日から8月8日まで、2020年東京オリンピックの男女の全ての試合が、中央区のさいたまスーパーアリーナにて行われた。
女子では現在は廃部となったが、日本リーグにも参戦していた日本通運ディアーズが浦和市に本拠を置いていた。また、さいたまスーパーアリーナが2020年東京オリンピックにおいて使用される事を受け、2017年度より天皇杯・皇后杯全日本バスケットボール選手権大会の最終ラウンドを当地にて行われている。
- B3リーグ
  - さいたまブロンコス（所沢市とのダブルホームタウン）

### 卓球
- Tリーグ（Tプレミアリーグ・男子）
  - T.T彩たま（埼玉県全域をホームタウンとするが、ホームタウン中心活動地域としている）

### 自転車競技
- ジャパンサイクルリーグ（JCL）
  - さいたま佐渡サンブレイブ　（複数地域連携型。2022年まではさいたまディレーブ、2023年はさいたま那須サンブレイブ）

### スポーツ文学賞
さいたま市は「スポーツが盛んな都市」というイメージを生かし、1994年にさいたま市スポーツ文学賞（開始時は「浦和スポーツ文学賞」。現在は終了）を創設した。スポーツを題材とする小説およびエッセイを全国から公募する文学賞で、2010年まで隔年で実施された。また、受賞者の作品集『SPORTS STORIES』を毎回刊行していた。

### スポーツ施設

#### サッカー
- 埼玉スタジアム2002（浦和レッズホームスタジアム）
- さいたま市駒場スタジアム（浦和レッズ・三菱重工浦和レッズレディースホームスタジアム）
- さいたま市大原サッカー場（浦和レッズ専用練習場）
- さいたま市駒場運動公園補助競技場
- NACK5スタジアム大宮（RB大宮アルディージャ・大宮アルディージャVENTUSホームスタジアム）
- さいたま市西大宮サッカー場（RB大宮アルディージャ専用練習場 旧称は「さいたま市高木サッカー場」）

#### 野球
- 埼玉県営大宮公園野球場（埼玉西武ライオンズ準本拠地球場）
- さいたま市営大宮球場（レジデンシャルスタジアム大宮）
- さいたま市営浦和球場（アイル・スタジアム浦和）
- さいたま市岩槻川通公園野球場（やまぶきスタジアム）
- ロッテ浦和球場（千葉ロッテマリーンズ2軍本拠地球場）

#### その他
- さいたまスーパーアリーナ
- さいたま市記念総合体育館（サイデン化学アリーナさいたま さいたまブロンコス・T.T彩たまホームアリーナの一つ。温水プールを併設）
- 浦和駒場体育館（大相撲さいたま場所を興行）
- 浦和西体育館
- 与野体育館
- 大宮体育館
- 大宮武道館
- 浦和総合運動場
- 荒川総合運動公園
- しらこばと水上公園（敷地の大半は岩槻区に所在する）
- 沼影市民プール
- 原山市民プール
- 下落合プール
- 三橋プール
- 大和田公園プール
- 三橋総合公園屋内プール
- 岩槻温水プール（岩槻本丸公民館内に併設）
- 浦和競馬場
- 大宮競輪場

## 観光

### 主な文化財
市指定のものは「さいたま市指定文化財一覧」も参照。
- 田島ヶ原サクラソウ自生地（国の特別天然記念物）
- 見沼通船堀（国の史跡）
- 真福寺貝塚（国の史跡）
- 与野の大カヤ（国の天然記念物）
- 浦和くらしの博物館民家園展示棟：旧浦和市農業協同組合三室支所倉庫（国の登録有形文化財）
- 二木屋：旧小林英三家住宅主屋・門及び塀（国の登録有形文化財）
- 青山茶舗（国の登録有形文化財）
- 細淵家住宅主屋・長屋門（国の登録有形文化財）
- 東玉大正館：旧中井銀行岩槻支店（国の登録有形文化財）
- さいたま市立岩槻郷土資料館：旧岩槻警察署本庁舎・付属庁舎及び演武場・付属掲示場（国の登録有形文化財）
- 内木酒造店舗兼主屋・離れ（国の登録有形文化財）
- 埼玉県行政文書（国の重要文化財）
- 岩槻城址（岩槻城址公園）（県指定史跡）
- 大門宿本陣表門（県指定史跡）
- 馬場小室山遺跡（県指定史跡）
- 遷喬館（県指定史跡）
- 方墳大塚古墳（県指定史跡）
- 武蔵一宮氷川神社〈大宮氷川神社〉（県指定有形文化財）
- 本太氷川神社（県指定有形文化財）
- 氷川女体神社（県指定有形文化財）
- 寿能城址（県指定旧跡）
- 久伊豆神社の大サカキ（県指定天然記念物）
- 青葉園のフジ（県指定天然記念物）
- 旧坂東家住宅
- 慈恩寺（坂東三十三箇所第12番札所）
- 浄国寺
- 領ヶ谷城址
- 真鳥山城址

- 田島ヶ原サクラソウ自生地（桜区）
- 武蔵一宮氷川神社（大宮区）
- 旧坂東家住宅（見沼区）
- 岩槻城址公園（岩槻区）

### 観光スポット
公園
- 北浦和公園
- 大宮公園（氷川神社に隣接）
- 埼玉スタジアム2002公園
- 秋ヶ瀬公園（彩湖）
- 桜草公園（国の特別天然記念物「田島ヶ原サクラソウの自生地」）
- 駒場運動公園（浦和駒場スタジアムが所在）
- 別所沼公園（浦和画家拠点・ヒヤシンスハウス）
- 与野公園（バラ園が所在）
- 見沼通船堀公園
- 浦和記念公園（浦和競馬場の内馬場）
- 大崎公園
- 岩槻文化公園
- 合併記念見沼公園
- さぎ山記念公園・見沼自然公園
- けやきひろば
- 秋葉の森総合公園

美術館
- 埼玉県立近代美術館
- うらわ美術館
- さいたま市立漫画会館
- さいたま市大宮盆栽美術館

博物館
- 埼玉県立歴史と民俗の博物館
- さいたま市立博物館
  - さいたま市立岩槻郷土資料館
  - 鴻沼資料館
- さいたま市立浦和博物館
- さいたま市浦和くらしの博物館民家園
- 旧坂東家住宅見沼くらしっく館
- 造幣さいたま博物館
- 鉄道博物館
- さいたま市岩槻人形博物館

その他
- 彩の国さいたま芸術劇場
- さいたま市青少年宇宙科学館
- さいたま市宇宙劇場
- 浦和伝統文化館恭慶館

- 別所沼公園（南区）
- 県立近代美術館（浦和区）
- 鉄道博物館（大宮区）
- 市立浦和博物館（緑区）

### 祭事・催事
- さいたま市花火大会：浦和・大宮・岩槻の3会場で開催される。
- さいたまランフェス
- さいたまトリエンナーレ：2016年に開催されたアートイベント。次回は「さいたま国際芸術祭」として2020年3月 - 5月の開催を予定していたが、新型コロナ禍により中止。
- ツール・ド・フランスさいたまクリテリウム：ツール・ド・フランス100回を記念してさいたま新都心で開催。
- さいたま市国際ふれあいフェア：浦和駅東口市民広場で開催。
- さくら草まつり：田島ヶ原（国の特別天然記念物）に自生するサクラソウにちなんで実施。会場はさいたま市役所（東側広場）およびさくら草公園[138]。
- 浦和うなぎまつり
- 浦和まつり：毎年7月浦和駅・南浦和駅周辺を会場とし、浦和よさこい、浦和おどり大会が開催される。
- 十二日まち：調神社で開催される熊手市。例年15万人の人出と千店を超える露店が中山道沿いを埋める。
- ばらまつり：毎年5月、与野公園で開催。
- 見沼通船堀閘門開閉実演：毎年8月、国の史跡・見沼通船堀の閘門が開閉し、復元船で通航する[139]。
- 北浦和阿波おどり大会[140]
- 大正時代まつり：与野停車場通りで開催[141]。
- 大盆栽まつり
- 大湯祭（十日市）：毎年12月10日に氷川神社で開催される。
- 大宮夏まつり：毎年8月、大宮駅周辺や日進七夕通り周辺を会場とし、御輿や山車が披露される[142]。
- 鉄道のまち大宮 鉄道ふれあいフェア：毎年5月の第4土曜日にJR東日本大宮総合車両センター（JR貨物大宮車両所も含む）、大宮駅構内・周辺を会場として開催される鉄道施設の一般公開イベント。2014年から、さいたま市も主催者として開催されている[143]。
- 与野夏祭り：7月、本町通りで開催される[144]。
- コラボさいたま：さいたま商工会議所主催の見本市。
- 岩槻城址公園桜まつり：県内有数の桜花見の名所としてライトアップも行われる[145]。
- 岩槻の古式土俵入り（国の重要無形民俗文化財）
- 人形のまち岩槻まつり：毎年8月に岩槻駅東口周辺で開催[146]。

### 伝統産業
地域活性化、後世への継承を図るため2008年（平成20年）4月25日に以下3つを市の伝統産業を指定した。
- 浦和うなぎ：浦和は鰻（うなぎ）の蒲焼発祥の地とされており、江戸時代からの老舗が多く残る。うなぎまつりが開催されている）
- 大宮盆栽：北区には、関東大震災の際に盆栽業者が集団移住した通称「盆栽村」がある。2010年にはさいたま市大宮盆栽美術館が設けられた。
- 岩槻人形（ひな人形）：岩槻区の中心部は、古くから「人形の街」として知られ、経済産業大臣指定伝統的工芸品となっている。

### 食文化・食材
- ケーキ：総務省統計局『家計調査年報』〈1998年 - 2000年の平均〉）によると、旧浦和市の1世帯当たりの年間ケーキ購入額が全国で1位となったため、埼玉中央青年会議所（埼玉中央JC）が「ケーキのまち・さいたま」を宣言し、ケーキで街おこしをしようと毎年ケーキにちなんだイベントを開催している。また、パスタの消費量も全国で1位である。
- サツマイモ：品種「紅赤」は、浦和区木崎が発祥地。
- 慈姑：緑区と岩槻区が国内有数の産地。
- 葱：岩槻区は「岩槻ねぎ」の産地として知られ、落語『たらちね』に登場する。
- 豆腐ラーメン：豆腐とひき肉の餡がかかった、埼玉県のご当地ラーメン。

## 交通

### 鉄道
2017年（平成29年）7月時点で、市内33駅合計の乗降客数は増加傾向にある。
鉄道路線
大宮駅は市内最大のターミナル駅であり、乗り入れ路線数16路線は東京駅に次いで全国第2位、一日当たりの平均乗降人員は約70万人と、さいたま市内だけでなく埼玉県内で最も乗降人員が多い。さらに「東日本の玄関口」として位置づけられている。日本国有鉄道（国鉄）大宮工場を母体とする東日本旅客鉄道（JR東日本）大宮総合車両センターや日本貨物鉄道大宮車両所を中心に繁栄し、かつて国鉄により公式に認定された「鉄道の町」の一つである。JRでは線籍上東北本線に属している。新幹線は、東北新幹線・山形新幹線・秋田新幹線・北海道新幹線・上越新幹線・北陸新幹線の全列車が停車する。なお、上越新幹線は線籍上の起点駅となっている。
在来線は京浜東北線、宇都宮線、高崎線、埼京線、川越線、湘南新宿ラインが通る。高崎線と川越線の起点駅となっているほか、武蔵野線直通の「むさしの号」「しもうさ号」も発着する。
これらJR各線に加えて、東武野田線（東武アーバンパークライン）・新交通システムである埼玉新都市交通伊奈線（ニューシャトル）がそれぞれ起点駅として発着している。ニューシャトルは、鉄道博物館へのアクセス路線となっている。大宮駅および隣接するさいたま新都心駅周辺一帯は、市内最大のオフィス街や繁華街が形成され、コナベーション化した発展を見せている。JTBパブリッシングや交通新聞社（都道府県代表駅の記号がない「東京時刻表」を除く）の時刻表における名目上の県市代表駅は、県庁舎の最寄り駅である浦和駅と記されている。
現さいたま市域において初めて鉄道が開通したのは、1883年（明治16年）7月28日で、現市域で当時唯一の鉄道駅として浦和駅が開業した（日本鉄道の上野駅 - 熊谷駅間）。その後、東北本線の分岐点として選出された大宮駅が1885年（明治18年）3月16日に開業し、現鉄道網の礎が築かれた。さらに、新たな鉄道路線の開通や新駅の開業により、現さいたま市域を通る路線や駅は次第に増加し、4つの事業者が運行する11の旅客鉄道路線と、31の鉄道駅が存在するまでになった。このうちJRの駅は19駅で、大宮駅・浦和駅・南浦和駅・さいたま新都心駅・武蔵浦和駅・北浦和駅の6駅は、JR東日本の乗車人員ランキング上位100位内にランクインする。
旅客鉄道路線の多くは南北方向に通じており、東京大都市圏における放射状の路線をなしている。特に大宮駅以南は、京浜東北線、宇都宮線・高崎線、湘南新宿ラインの3複線と、東北新幹線の建設の際に別線として建設した埼京線の4路線が担っており、多数の列車が運行されている。大宮駅以北でも、宇都宮線・高崎線が都心へのアクセス路線という重要な役割を果たしている。一方で、東京大都市圏における環状の路線をなす路線として、大宮駅から岩槻駅方面への東武野田線（東武アーバンパークライン）と指扇駅方面への川越線が、また市南部には武蔵野線が、それぞれ東西方向に通じている。なお、むさしの号・しもうさ号を除く武蔵野線と埼玉高速鉄道線（埼玉スタジアム線）以外、市内を走る全ての路線が大宮駅に発着している。
東日本旅客鉄道（JR東日本）
 東北新幹線・山形新幹線・秋田新幹線・北海道新幹線・上越新幹線・北陸新幹線
- - 大宮駅 -

 京浜東北線
- - 南浦和駅 - 浦和駅 - 北浦和駅 - 与野駅 - さいたま新都心駅 - 大宮駅

 宇都宮線・■上野東京ライン
- - 浦和駅 - さいたま新都心駅 - 大宮駅 - 土呂駅 - 東大宮駅 -

 高崎線・■上野東京ライン
- - 浦和駅 - さいたま新都心駅 - 大宮駅 - 宮原駅 -

 湘南新宿ライン
- - 浦和駅 - 大宮駅 - 

 武蔵野線
- - 西浦和駅 - 武蔵浦和駅 - 南浦和駅 - 東浦和駅 -

 埼京線
- - 武蔵浦和駅 - 中浦和駅 - 南与野駅 - 与野本町駅 - 北与野駅 - 大宮駅

■ 川越線
- 大宮駅 - 日進駅 - 西大宮駅 - 指扇駅 -

東武鉄道
 野田線（東武アーバンパークライン）
- 大宮駅 - 北大宮駅 - 大宮公園駅 - 大和田駅 - 七里駅 - 岩槻駅 - 東岩槻駅 -

埼玉高速鉄道
 埼玉高速鉄道線（埼玉スタジアム線）
- - 浦和美園駅

埼玉新都市交通
 伊奈線（ニューシャトル）
- 大宮駅 - 鉄道博物館駅 - 加茂宮駅 - 東宮原駅 - 今羽駅 - 吉野原駅 -

車両工場・車両基地
1885年（明治18年）3月16日の大宮駅設置後、大規模な車両の点検整備や建造のための自社工場を持っていなかった日本鉄道が、上野駅 - 青森駅間の全通を機に、1894年（明治27年）12月10日に大宮駅北側に設立した車両工場が、現在のJR東日本大宮総合車両センターおよびJR貨物大宮車両所である。開設から120年以上経った現在も現地で操業している、長い歴史を持つ車両工場で、「鉄道の町」大宮の中心となった施設 であり、街の発展に大いに寄与した。旧大宮市がさいたま市となった2001年以降もその異名は変わらず使われ続け、2014年からさいたま市が大宮総合車両センターとの共同主催で、「鉄道のまち大宮 鉄道ふれあいフェア」を大宮車両所との共催で開催している。
また、上記の他さいたま市内にある車両基地は以下の通り。
東日本旅客鉄道（JR東日本）
大宮総合車両センター（本所、大宮駅北方）
大宮総合車両センター東大宮センター〈宮オオ〉（宇都宮線土呂駅 - 東大宮駅間、東大宮操車場構内）
さいたま車両センター〈宮サイ〉（旧・浦和電車区〈宮ウラ〉、南浦和駅南方）
日本貨物鉄道（JR貨物）
大宮車両所（大宮総合車両センター本所内に併設）
埼玉高速鉄道
浦和美園車両基地（浦和美園駅北方）

### バス・乗合タクシー

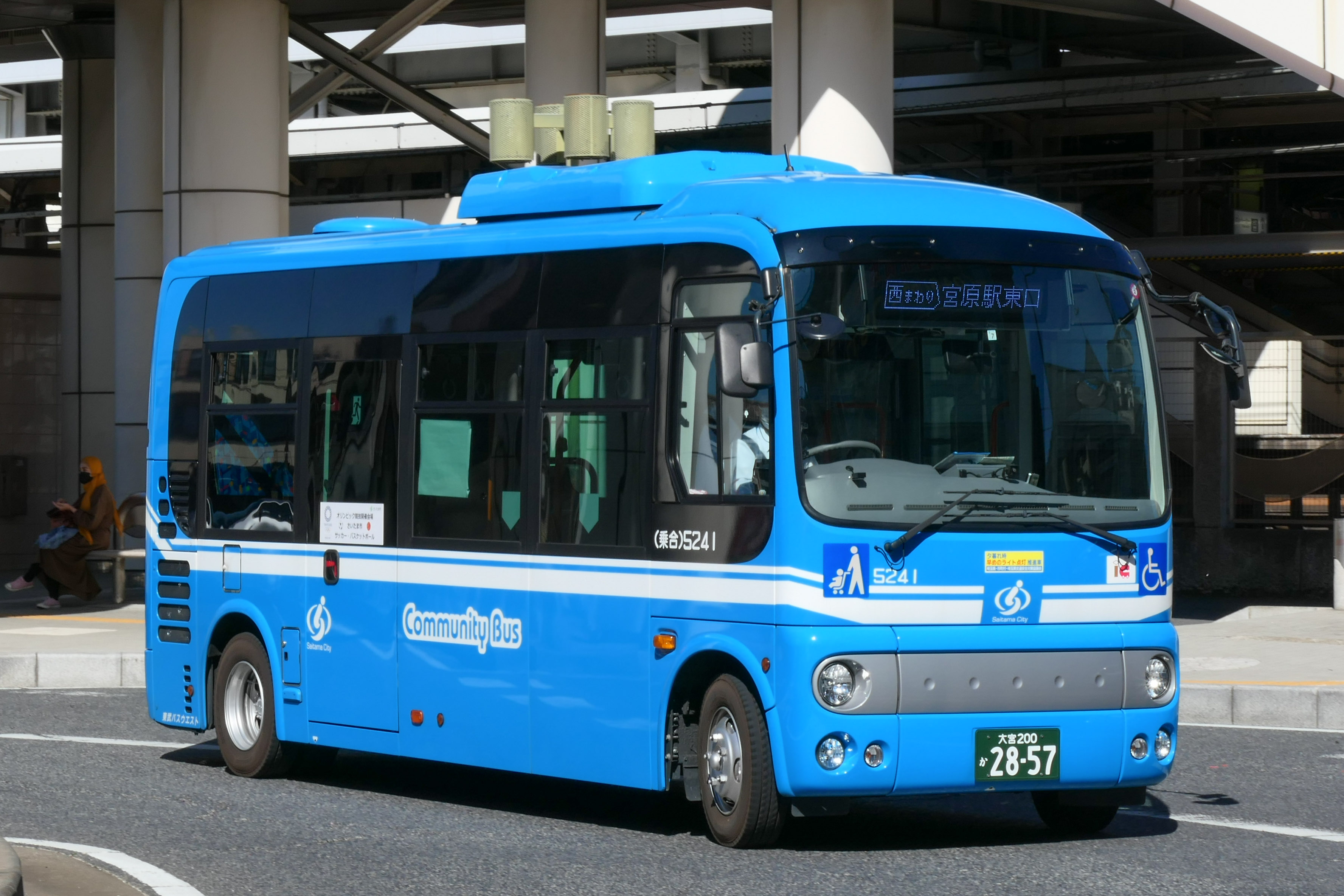
さいたま市コミュニティバスの車両（2021年4月）

市内全域で民営バスによる運行が行われている。市の南部・中央部には国際興業バス、北西部には西武バス、北東部には東武バスウエストの運行路線がそれぞれ多く、大半のバス路線は駅前を起終点としている。
大宮駅バスターミナルやさいたま新都心バスターミナルでは、多くの高速バス・長距離バス、羽田空港バス・成田空港バス（ONライナー号）が発着する。また、現在は構想段階だが、大型バスターミナル「バスタ大宮（仮称）」を整備する構想があると2021年に報道されている。
公営交通（市営バス）の運行はないが、市内に営業所を置く民営バス事業者が運行を担い市が運行費用の一部を補助するコミュニティバスが存在する。
乗車方法は後乗り前降り後払い方式で、運賃は整理券方式による区間制である。PASMO・Suica（非接触型IC乗車カード）が利用可能なバス事業者が多く、また、回数券が利用できるバス事業者もある（国際興業バスなど）。ただし、100円均一区間（浦和駅周辺など）では、現金以外で支払うと割引が適用されない。
以下に、市内で運行している事業者を示す。乗合タクシーはバスとは案内されず、運行委託先はバス会社ではなくタクシー会社であるものの、定められた経路を時刻通りに運行する公共交通機関として、ここで一括して取り上げる。
- 国際興業バス
- 東武バスウエスト
- 西武バス
- 朝日自動車
- 丸建つばさ交通（けんちゃんバス）

#### コミュニティバス・乗合タクシー
- さいたま市コミュニティバスとその運行事業者
  - 西区コミュニティバス：西武バス
  - 見沼区コミュニティバス、南区コミュニティバス、桜区コミュニティバス：国際興業バス
  - 北区コミュニティバス、岩槻区コミュニティバス：東武バスウエスト
- さいたま市乗合タクシーとその運行事業者
  - 西区指扇地区乗合タクシー「あじさい号」：指扇交通
  - 北区吉野町地区乗合タクシー「宮原なかよし号」：大宮自動車
  - 見沼区大砂土東地区乗合タクシー「みぬま号」、見沼区片柳西地区乗合タクシー「カワセミ号」：見沼交通
  - 桜区大久保・中央区西与野地区乗合タクシー「むさし号」：平和自動車
  - 岩槻区和土地区乗合タクシー「レインボー号」：第三交通
  - 岩槻区並木・加倉地区乗合タクシー「らくらく号」：さいたま福祉サービス（小原交通）
  - 岩槻区河合地区乗合タクシー「おりづる号」：岩槻タクシー

### タクシー
タクシーの営業区域は県南中央交通圏で、川口市・鴻巣市・上尾市・戸田市などと同じエリアとなっている。

### 自動車・道路交通

#### 自動車ナンバー
- 「大宮ナンバー」
  - 市内全域が「大宮ナンバー」となる。埼玉運輸支局が当時の大宮市に設置され、1975年の「熊谷ナンバー」設置に伴って「埼（埼玉）ナンバー」から「大宮ナンバー」に変更された。廃止された自治体名（旧大宮市）を継続して使用する全国唯一のナンバープレートとして知られる（合併によってさいたま市となっても「さいたまナンバー」には変更されなかった）。
  - 岩槻区（旧岩槻市）は、合併前の1990年に新設された「春日部ナンバー」に変更されていたが、さいたま市と合併したことにより「大宮ナンバー」へ復帰した。
  - 一部の市議会議員などから、ご当地ナンバー制度を活用した「浦和ナンバー」の新設要望が度々出されるものの、現状制度による申請条件などにより実現には至っていない。

#### 各主要道路

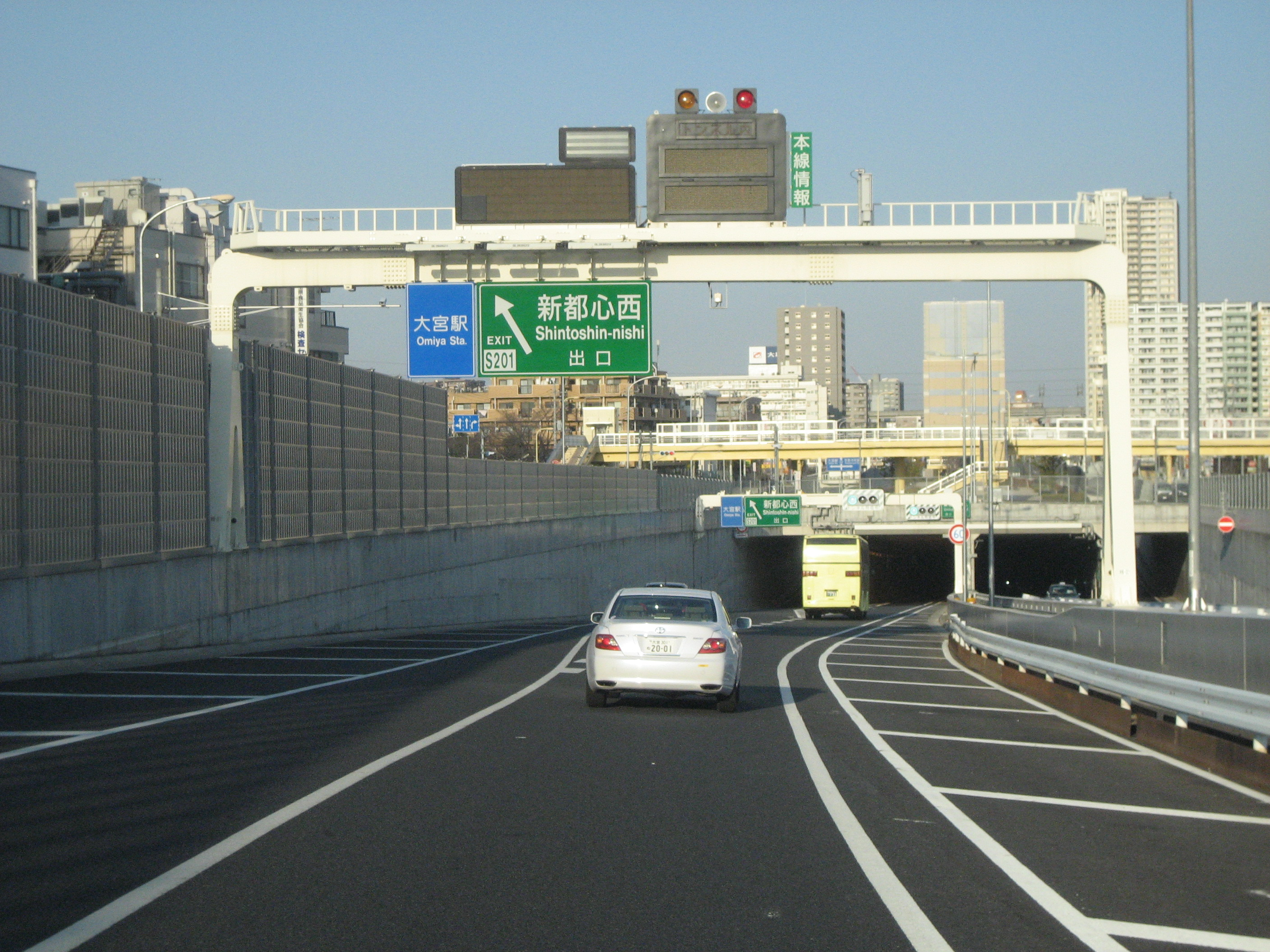
首都高速埼玉新都心線

さいたま市内の通りも参照。市内に通称のある区間が存在する道路は括弧内に通称を併記。なお、市内の全区間に通称があるとは限らない。

#### 高速道路・首都高速道路
東日本高速道路（NEXCO東日本）
E4 東北自動車道
- 浦和IC・浦和TB - 岩槻IC

C3 東京外環自動車道
- 市内を通過しているが、ICの所在はない。
  - 外環浦和IC（実際は川口市内に所在）

首都高速道路
 埼玉大宮線
- 浦和南出入口・浦和南本線料金所 -（浦和中央出入口：計画） - 浦和北出入口 - 与野出入口 - 与野JCT（- 大宮出入口 - 宮前南出入口 - 宮前出入口：事業中）
  - 都市計画上の名称は「高速埼玉中央道路」。与野JCTから先は全て仮称。2017年から首都高速道路株式会社を事業主として上尾南出入口までが事業着手されている（新大宮上尾道路）が、埼玉大宮線と確定したわけではない。上尾南出入口から先は首都圏中央連絡自動車道桶川北本ICまで延伸・接続して、同インターチェンジにジャンクション機能が加わる（予定）。更にその先は上尾道路と共に熊谷バイパス起点（鴻巣市）まで延伸して、将来的には熊谷渋川連絡道路へ接続する（予定）。

 埼玉新都心線
- 与野JCT - 新都心西出入口 - 新都心出入口 - さいたま見沼出入口
  - 都市計画上の名称は「高速埼玉東西連絡道路」。さいたま見沼出入口から先は、東北自動車道（浦和IC - 岩槻ICの間）まで延伸・接続する構想がある。将来的には、核都市広域幹線道路の一部を構成することになる。

#### 有料道路
埼玉県道路公社
新見沼大橋有料道路

#### 一般国道
- 国道16号（東京環状）
  - 西大宮バイパス
  - 東大宮バイパス
  - 岩槻春日部バイパス
- 国道17号（中山道）
  - 与野大宮道路
  - 大宮バイパス
  - 新大宮バイパス
  - 上尾道路
- 国道122号（岩槻街道）
  - 蓮田岩槻バイパス
- 国道298号（外環）
- 国道463号（越谷街道・日光御成街道・旧中山道・県庁通り・中山道・埼大通り）
  - 浦和所沢バイパス
  - 越谷浦和バイパス

#### 都道府県道
※90号までは主要地方道、103号以降は一般県道。
- 埼玉県道1号さいたま川口線（第二産業道路）
  - 支線（西高通り）
- 埼玉県道2号さいたま春日部線（旧国道16号）
- 埼玉県道3号さいたま栗橋線（旧称は「大宮栗橋線」）
- 埼玉県道5号さいたま菖蒲線（第二産業道路）
- 埼玉県道34号さいたま草加線（県庁通り・日の出通り・南大通り・産業道路）
- 埼玉県道35号川口上尾線（産業道路）
- 埼玉県道40号さいたま東村山線（志木街道）
- 埼玉県道48号越谷岩槻線
- 埼玉県道56号さいたまふじみ野所沢線（東西大通り・中山道・南大通り）
- 埼玉県道57号さいたま鴻巣線（新六間道路）
- 埼玉県道65号さいたま幸手線（旧中山道・浦高通り・日光御成街道）
- 埼玉県道79号朝霞蕨線（志木街道）
- 埼玉県道80号野田岩槻線
- 埼玉県道90号大宮停車場線（旧中山道）
- 埼玉県道103号吉場安行東京線（安行街道）
- 埼玉県道105号さいたま鳩ヶ谷線（日光御成街道）
- 埼玉県道118号北浦和停車場線
- 埼玉県道119号与野停車場線
- 埼玉県道120号上木崎与野停車場線（西高通り）
- 埼玉県道121号大宮停車場大成線
- 埼玉県道144号東大宮停車場線
- 埼玉県道154号蓮田杉戸線
- 埼玉県道155号さいたま武蔵丘陵森林公園自転車道線（埼大通り・荒川自転車道）
- 埼玉県道159号さいたま北袋線（赤山東通り）
- 埼玉県道164号鴻巣桶川さいたま線（旧中山道）
- 埼玉県道165号大谷本郷さいたま線（本町通り・新六間道路）
- 埼玉県道213号曲本さいたま線（田島通り・旧中山道）
- 埼玉県道214号新方須賀さいたま線（旧中山道・中山道）
- 埼玉県道215号宗岡さいたま線（埼大通り・八幡通り）
- 埼玉県道216号上野さいたま線
- 埼玉県道235号大間木蕨線
- 埼玉県道255号足立さいたま自転車道線（芝川自転車道）
- 埼玉県道322号東門前蓮田線
- 埼玉県道324号蒲生岩槻線
- 埼玉県道325号大野島越谷線
- 埼玉県道381号東大門安行西立野線
- 埼玉県道382号早瀬さいたま線（市内は79号と重複）
- 埼玉県道398号大和田停車場線
- 埼玉県道399号岩槻停車場線

#### 都市計画道路
- 道場三室線
- 田島大牧線（志木街道・日の出通り）
- 町谷本太線（市役所通り・越谷街道）
- 南浦和越谷線
- 大谷場高木線

## 出身著名人・ゆかりのある人物
- さいたま市出身の人物一覧を参照。

## 名誉市民
※旧市で名誉市民に推挙された人物は、さいたま市名誉市民として自動的に継承されている。
- さいたま市により名誉市民に顕彰された人物
  - 井原勇：元与野市長（第8代 - 第12代・最終）、元さいたま市長職務執行者。3市合併によるさいたま市の成立に尽力。
  - 新藤享弘：元大宮市長（第16代 - 第18代・最終）。合併による政令指定都市化を提唱。
  - 平沼康彦：元埼玉県商工会議所連合会会頭・埼玉トヨペット創業者。
  - 相川宗一：元浦和市長（第18代 - 第20代・最終）・元さいたま市長（初代・第2代）。さいたま市の政令指定都市化を実現
  - 松永光：元文部大臣、元大蔵大臣、元通産大臣。
- 旧浦和市により名誉市民に推挙された人物
  - 高橋泰雄：元浦和市長（初代・第5代）
  - 小谷野伝蔵：元浦和市長（第2代）
  - 長谷川カナ：俳人で、俳号は長谷川かな女。
  - 松永東：元衆議院議長・元文部大臣 元大蔵大臣 元通産大臣松永光の養父
  - 相川宗次郎： 元浦和市長（第3代）。元さいたま市長相川宗一の祖父。
  - 仲田一信：元埼玉県医師会会長
  - 本田直一：元浦和市長（第10代・第11代）
  - 長沼新平：童話作家。筆名は「長沼依山」。
  - 栗原浩：元埼玉県知事（第45代 - 第48代）
  - 大沢雄一：元埼玉県知事（第43代・第44代）
  - 長島恭助：元埼玉銀行頭取
  - 高田誠：洋画家で、浦和画家の一人。
  - 相川曹司：元浦和市長（第12代・第13代）。 元浦和市長・元さいたま市長相川宗一の実父。
  - 畑和：元埼玉県知事（第49代 - 第53代）
  - 増田三男：工芸家（彫金）の人間国宝（重要無形文化財保持者）
  - 渡邊武夫：洋画家で、浦和画家の一人。
  - 中川健吉：元浦和市長（第14代 - 第17代）
- 旧大宮市により名誉市民に推挙された人物
  - 北澤楽天：漫画家で、「日本の近代漫画の祖」と称される [158]。
  - 川島金次：ジャーナリスト、元衆議院議員、大宮夕刊社を創業。
  - 白井助七：元大宮町長。大宮駅および大宮総合車両センターの開業に尽力。
  - 加藤睦之介：元大宮市長（第3代）
  - エリザベス・フローラ・アプタン：アメリカ合衆国出身のキリスト教宣教師・幼児教育者。唯一の外国人および女性名誉市民。
  - 橋本長三郎：元大宮町議会議長。京浜東北線の開業に尽力。
  - 新藤元吉：元埼玉県議会議長・元大宮市長新藤享弘の実父
  - 町田武太郎：元大宮町助役
  - 今井五六：元大宮市長（初代・第4代）
  - 津川辰政：元大宮市長（第5代・第6代）。公選制初の大宮市長、近隣6村の大宮市への編入合併を実現。
  - 清水虎尾：元大宮市長（第7代）
  - 宇治田積：大宮町長として、大宮町と近隣4村との合併・市制施行を実現。
  - 斎藤祐美：元埼玉県議会議長・荒川の治水事業に尽力し、「治水翁（じすいおう）」と称される[158]。
  - 熊田克郎：元武蔵野銀行頭取
  - 秦明友：元大宮市長（第8代 - 第12代）
  - 福永健司：元衆議院議長
  - 馬橋隆二：元大宮市長（第13代 - 第15代）
- 旧与野市により名誉市民に推挙された人物
  - 武井武：電気科学者。フェライトによる永久磁石を発明し、「フェライトの父」と称される。
  - 白鳥三郎：元与野市長（第2代 - 第7代）
- 旧岩槻市により名誉市民に推挙された人物
  - 平野廣：元岩槻市長（初代 - 第3代）
  - 利根川清：元埼玉県議会副議長、元岩槻町長職務代理者
  - 関根雅雄：日本画家。雅号は関根将雄。

## 市民栄誉賞
※旧市で市民栄誉賞に表彰された人物は、さいたま市民栄誉賞受賞者として自動的に継承されている。
- さいたま市により市民栄誉賞に表彰された人物
  - 佐々木則夫
  - 矢野喬子
  - 山郷のぞみ
  - 熊谷紗希
  - 梶田隆章
  - 大村智
- 旧大宮市により市民栄誉賞に表彰された人物
  - 加藤保男
  - 宇治達郎
  - 若田光一
- 旧与野市により市民栄誉賞に表彰された人物
  - 加藤克巳
  - 大久保和政

## スポーツ特別功労賞
- サッカー
  - 槙野智章
  - 遠藤航
  - 酒井宏樹
  - 鈴木彩艶
- 野球
  - 城石憲之
  - 厚沢和幸

## さいたま市を舞台とした作品
「Category:さいたま市を舞台とした作品」も参照。
小説など
- あゝ玉杯に花うけて（佐藤紅緑）：旧制浦和中学が舞台。
- 1Q84（村上春樹）：牛河が浦和の富裕な医者の息子として登場する。
- 神々の乱心（松本清張）：浦和町の県警本部が登場する。
- 写生紀行（寺田寅彦）：寺田寅彦本人が写生のため大宮公園を訪れたときの手記が綴られている。
- 青年（森鷗外）：主人公が友人に誘われ出掛けたのが大宮。
- テミスの剣（中山七里）：浦和署の刑事が主人公。
- ノンちゃん雲に乗る（石井桃子）：児童文学作品。舞台には作者の石井が幼いころ遊んだ旧浦和町の神社や池が使われている。
- Bの戦場（ゆきた志旗）：さいたま新都心にあるシティホテルが舞台。

映画
- タナカヒロシのすべて：主人公がさいたま市に住む。
- たまえのスーパーはらわた（上田慎一郎）：吉本興業の「地域発信型映画」で、さいたま市を舞台としている[159]。
- 秒速5センチメートル（新海誠）：埼京線電車、武蔵浦和駅、大宮駅、宇都宮線列車が登場する。

漫画・アニメ
- 赤き血のイレブン（梶原一騎）：サッカー漫画およびアニメ作品。浦和南高校が舞台（作中では「新生高校」）[160]。
- 惡の華（押見修造）：思春期をテーマとした漫画およびアニメ作品。高校編で群馬県で育った主人公が、さいたま市（大宮）に引っ越してくる。
- 浦和の調ちゃん：アニメ作品。旧浦和市域が舞台[161]。主要な登場人物の名前が地区の地名に由来する。第2期は「むさしの!」にタイトルを改め、旧大宮市域にも舞台を広げた。
- エースをねらえ!（山本鈴美香）：テニス漫画。作者の山本鈴美香の出身校である浦和西高校が舞台のモデル[162]（アニメ・ドラマ版の舞台は「神奈川県立西高校」）。
- おおきく振りかぶって（ひぐちアサ）：野球漫画。原作者の出身校である浦和西高校が舞台のモデル[163]（作中では「西浦高校」。高校の所在地は「彩野市」）[注釈 20]。
- 行け!稲中卓球部（古谷実）：ギャグ漫画。作者の出身地である旧浦和市および校舎のみだが、出身中学校がモデル（作中では「稲豊市」）。
- キャプテン翼（高橋陽一）：浦和駒場スタジアムやNACK5スタジアム大宮が登場する。
- Jドリーム（塀内夏子）：サッカー漫画。初期は、主人公が浦和レッズに所属している設定で、旧浦和市が舞台だった。
- 灼眼のシャナ：ライトノベルが原作。アニメ版は、大宮駅の周辺がモデル（作中では「御﨑市」）。
- 弱キャラ友崎くん：ライトノベルが原作。主に大宮駅の周辺など市内各地をモデルにしている[164]。
- 呪術廻戦（芥見下々）：漫画作品。作中に登場人物の母校として描かれている「さいたま市立浦見東中学校」は、さいたま市浦和区にあるさいたま市立浦和中学校・高等学校をモデルとしている。
- 新幹線変形ロボ シンカリオン：アニメ作品。鉄道博物館、さいたま市立大宮小学校などの施設がモデルとして登場する。続編となる『シンカリオンZ』（第2期）、完全新作の『シンカリオン チェンジ ザ ワールド』（第3期）も基本的に第1期を踏襲している（第3期では大宮総合車両センターもモデルとして登場している）。
- その着せ替え人形は恋をする（福田晋一）：漫画およびアニメ作品。主人公の自宅が岩槻区の人形店で、岩槻駅周辺の風景がそのまま登場する[165]。
- 宙のまにまに（柏原麻実）：天文をテーマにした漫画およびアニメ作品。さいたま市青少年宇宙科学館、さいたま市立東浦和図書館などの施設がモデルとなった（作中では「小杉野市」）。
- どんぐりの家（山本おさむ）：社会福祉をテーマとした漫画およびアニメ作品。第一部の舞台となる養護学校（特別支援学校）は、埼玉県立大宮ろう学校（現・埼玉県立特別支援学校大宮ろう学園）がモデル。
- ナナマル サンバツ：競技クイズを題材とした漫画およびアニメ作品。浦和高校をモデルとしている（作中では「文蔵高校」）。
- フジログ：アニメ作品。見沼区大和田町が舞台[166]。実際の町内の風景がそのまま登場する。
- マネーウォーズ（宮川総一郎）：山興証券浦和支店を舞台とした、株式をテーマとする漫画作品。
- よふかしのうた（コトヤマ）：漫画およびアニメ作品。物語の中心となる舞台として、武蔵浦和駅の周辺や田島団地が登場する。
- らいか・デイズ（むんこ）：4コマ漫画作品。作中では埼玉県内の架空の町「埼玉県 花丸市 花丸町」となっているが、登場する鉄道の駅は東浦和駅や南浦和駅がモデルとなっている[167]。『だって愛してる』など作者の他作品の大半も、舞台は同じ。
- 理系が恋に落ちたので証明してみた。（山本アリフレッド）：ウェブ漫画およびアニメ作品。舞台としている大学は、原作者の出身校である埼玉大学がモデル[168]（作中では「国立彩玉大学」）。
- レンアイ至上主義（水波風南）：漫画作品。大宮駅東口の周辺に実在した飲食店・ボウリング場や、大宮武道館が登場する。

コンピュータゲーム
- ローカルディア・クロニクル：2016年5月3日にAndroidとiOSでリリースされたRPG。さいたま市にある10区を架空の世界にある王国に見立てている[169]。

萌え本
- ころもゆうぎ：主人公三人の名が浦和 姫乃、大宮さくら、与野 衣織菜と合併前の三市から取られている。